# بيل كلينتون
ويليام جيفرسون كلينتون (بالإنجليزية: William Jefferson Clinton)(الاسم عند الولادة: بليث الثالث؛ من مواليد 19 أغسطس 1946)، هو سياسي ومحامٍ أمريكي، شغل منصب الرئيس الثاني والأربعين للولايات المتحدة من عام 1993 حتى عام 2001. وهو عضو في الحزب الديمقراطي، وقد شغل سابقًا منصب المدعي العام لولاية أركنساس بين عامي 1977 و1979، ثم حاكمًا للولاية من 1979 إلى 1981، ومن جديد من 1983 إلى 1992. عُرف كلينتون، الذي مثّلت سياساته توجّهًا وسطيًا يُعرف بـ"الطريق الثالث"، بصفته ديمقراطيًا جديدًا.
وُلد كلينتون ونشأ في ولاية أركنساس، وتخرج في جامعة جورجتاون عام 1968، ثم في كلية الحقوق بجامعة ييل، حيث التقى زوجته المستقبلية هيلاري رودام. عاد إلى أركنساس بعد تخرجه وفاز بمنصب المدعي العام، ثم أصبح حاكمًا للولاية في فترتين غير متتاليتين، عمل خلال فترة حكمه على إصلاح نظام التعليم في الولاية وترأس الجمعية الوطنية لحكام الولايات. اُنتُخب رئيسًا عام 1992، متغلبًا على الرئيس الجمهوري الحالي جورج بوش الأب ورجل الأعمال المستقل روس بيرو، وأصبح أول رئيس أمريكي من جيل "الطفرة السكانية" وأصغر من شغل المنصب لفترتين كاملتين.
شهدت فترة رئاسته ثاني أطول فترة توسّع اقتصادي في زمن السلم في التاريخ الأمريكي. وقّع على اتفاقية التجارة الحرة لأمريكا الشمالية (نافتا) وقانون مكافحة الجريمة العنيفة وإنفاذ القانون، لكنه فشل في تمرير مشروعه لإصلاح نظام الرعاية الصحية. بدءًا من منتصف التسعينيات، تغيّرت مواقفه الداخلية لتصبح أكثر محافظة، حيث دعم ووقّع على قانون مسؤولية الفرد وفرص العمل، وبرنامج التأمين الصحي للأطفال، وتدابير تحرير الأسواق المالية. عيّن روث بادر غينسبورغ وستيفن بريير في المحكمة العليا الأمريكية. خارجيًا، أمر بتدخل عسكري أمريكي في حربَي البوسنة وكوسوفو، ووقّع لاحقًا على اتفاقية دايتون للسلام. كما دعا إلى توسيع حلف شمال الأطلسي ليشمل دول أوروبا الشرقية، فانضمت العديد من دول حلف وارسو السابقة إلى الحلف خلال فترة حكمه. في الشرق الأوسط، وقّع قانون تحرير العراق الذي قدم دعمًا للمعارضة ضد صدام حسين، وشارك في اتفاق أوسلو الأول وقمة كامب ديفيد لدفع عملية السلام بين الفلسطينيين والإسرائيليين، وساهم في جهود السلام في أيرلندا الشمالية.
فاز كلينتون بولاية ثانية عام 1996، متغلبًا على المرشح الجمهوري بوب دول، والمرشح العائد من حزب الإصلاح روس بيرو. وفي ولايته الثانية، سعى إلى إرساء علاقات تجارية دائمة طبيعية مع دول عدة. ومع ذلك، طغت فضيحة كلينتون-لوينسكي على العديد من إنجازاته، بعد أن كُشف في أوائل عام 1998 عن علاقة جنسية استمرت 18 شهرًا مع المتدربة في البيت الأبيض مونيكا لوينسكي. تصاعدت القضية طوال العام، وبلغت ذروتها في ديسمبر عندما صوّت مجلس النواب على عزله، ليصبح أول رئيس يُعزل منذ أندرو جونسون. وتمحورت مادتا العزل حول شهادة الزور وعرقلة العدالة باستخدام سلطاته الرئاسية. وفي يناير 1999، بدأت محاكمته في مجلس الشيوخ، حيث بُرّئ في كلا التهمتين بعد شهرين. في السنوات الثلاث الأخيرة من رئاسته، سجل مكتب الميزانية في الكونغرس فائضًا في الميزانية — وهو الأول والوحيد منذ عام 1969.
غادر كلينتون منصبه عام 2001 وهو يتمتع بأعلى نسبة تأييد مشتركة لرئيس أمريكي مغادر. وغالبًا ما يُصنف في التقييمات التاريخية ضمن الرؤساء من الطبقة المتوسطة العليا. غير أن سلوكه الشخصي والاتهامات التي طالته أثارت جدلًا كبيرًا. ومنذ تركه المنصب، واصل كلينتون نشاطه في مجالي الخطابة والعمل الإنساني. أسّس مؤسسة كلينتون التي تُعنى بقضايا دولية مثل مكافحة الإيدز والاحتباس الحراري. وفي عام 2009، عُين مبعوثًا خاصًا للأمم المتحدة إلى هايتي. وبعد زلزال هايتي عام 2010، أسس "صندوق كلينتون-بوش لهايتي" بالتعاون مع جورج بوش الابن وباراك أوباما. واصل نشاطه السياسي داخل الحزب الديمقراطي، وشارك في حملات زوجته الرئاسية عامي 2008 و2016. وبعد وفاة جيمي كارتر في ديسمبر 2024، أصبح كلينتون أقدم الرؤساء السابقين الأحياء عهدًا، وآخر رئيس على قيد الحياة خدم في القرن العشرين.

## الحياة المبكرة والمسيرة المهنية

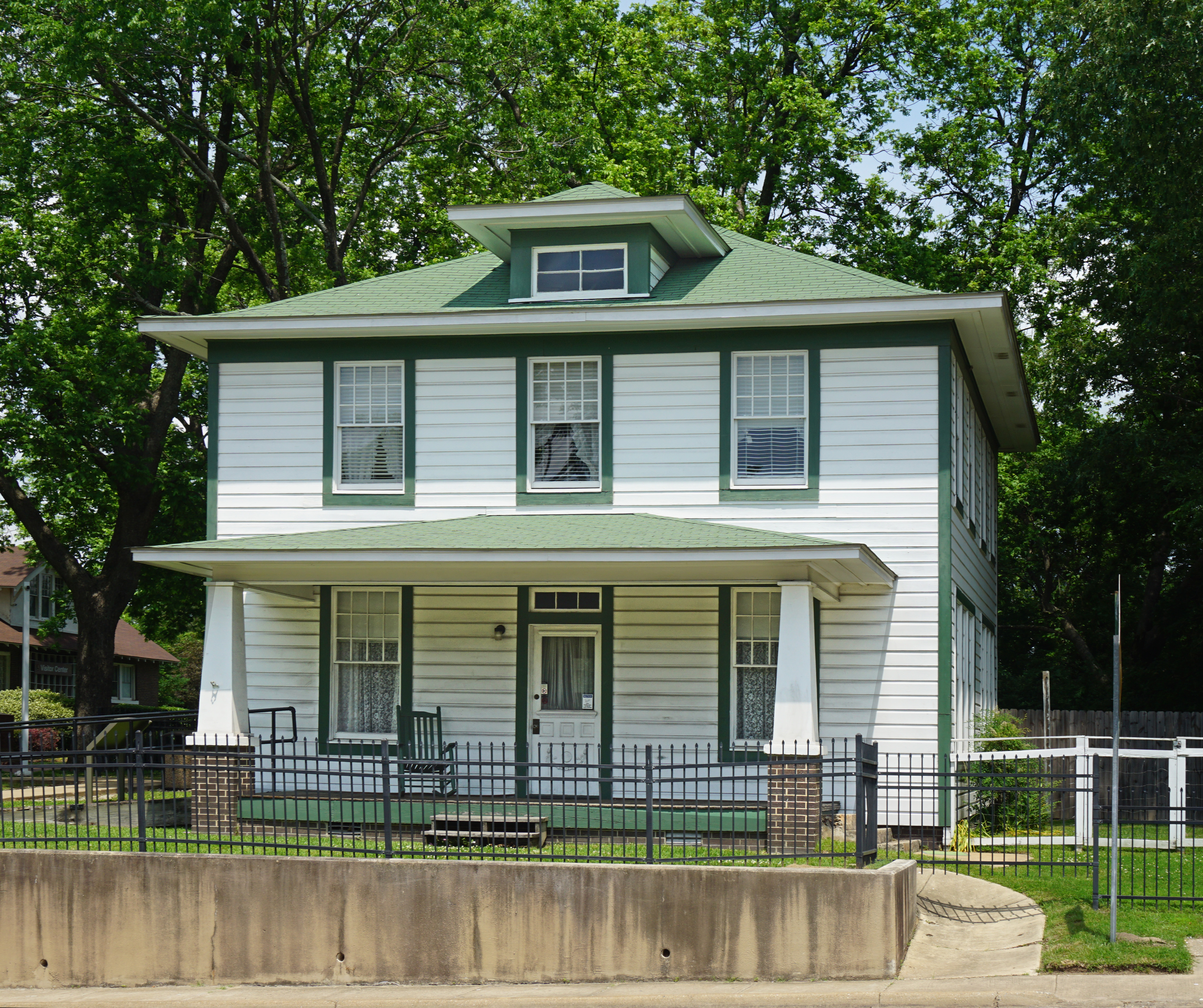
منزل ميلاد كلينتون في مدينة هوب، أركنساس

ولِد كلينتون في 19 أغسطس عام 1946 في مستشفى جوليا جيستر في هوب بمقاطعة هيمبستيد في ولاية أركنساس تحت اسم «ويليام جيفرسون بلايث الثاني». بيل هو ابن البائع الجوال ويليام جيفرسون بلايث الأول (1918-1946). توفى والده بحادث سيارة بعد ولادته بثلاثة شهور. والدته هي فيرجينيا ديل كاسيدي (سميت في وقت لاحق على اسم زوجها، فيرجينيا كيلي) (1923-1994).
تزوج والده في 4 سبتمبر 1943، لكن اُعْتُبِرَ هذا الزواج زواج تعددي (زواج بامرأتين)، لإن بلايث كان ما زال متزوجا من زوجته السابقة. بعد ولاده إبنهم بوقت قصير، انتقلت والدته إلى نيو أورلينز لدراسة التمريض، تاركة إبنها بيل مع والديها إيلدريج وإيدث كاسيدي في هوب، المالكين لمحل بقالة صغير. بحلول الوقت الذي كانت فيه الولايات الجنوبية تتعرض لكم هائل من التفرقة العنصرية، كان والداها يعاملوا الجميع بإنسانية ولا يفرقون بين العروق. في عام 1950، عادت والدته من مدرسة التمريض وتزوجت روجر كلينتون الأكبر. المالك لتوكيل سيارات في مدينة هت سبرينغز، بولاية أركنساس. وانتقلت ببيل وأخيه إيرل تي ريكز إلى هت سبرينغز في نفس العام.

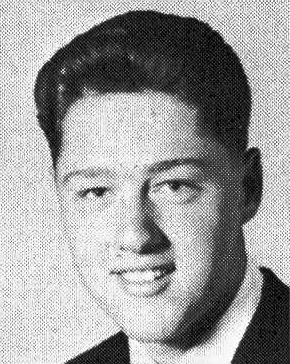
كلينتون في كتاب مدرسة هوت سبرينغز الثانوية لعام 1963

على الرغم من ادعاء كلينتون استخدامه لاسم زوج والدته، إلا أنه انتظر حتى سن الخامسة عشر حتى يغير اسمه إلى كلينتون. صرح بأنه يتذكر زوج والدته كمقامر، مدمن الخمر، المسيء دائماً لأمه وأخيه نصف الشقيق روجر كلينتون الأصغر، وهو الشيء الذي أدى إلى توتر العلاقة بينهم محتمل فيها دائما التدخل الجسدي.
التحق كلينتون أثناء مكوثه في هت سبرينغز بمدرسة القديس جون الكاثوليكية الإعدادية، مدرسة رامبل الإعدادية ومدرسة هت سبرينغز العليا حيث كان بها قائد طلابي نشط، قارئ نهم وموسيقار. انضم كلينتون إلى الكورال حيث كان يعزف على أله الساكسفون بطريقة تسلب القلوب الأمر الذي أهله لليحصل على المركز الأول في مسابقة الولاية لعازفي الساكسفون.
في كتابه بعنوان «حياتي» صرح كلينتون أن حياته دائماً ما كانت مرتبطة بالموسيقى قائلاً:
«"أحياناً وعندما كان عمري يجاوز السادسة عشر تقريباً، قررت أن أكون شخصية عامة مؤثرة في حياة الأخرين تم انتخابها بصورة رسمية، أحببت الموسيقى وإعتقدت بصدقٍ بأني سأكون جيداً فيها مع علمي ويقيني بأنني لا يمكن أن أصبح جون كولترين أو ستان جيتز. كنت مهتما بالطب، وإعتقدت بأنني قَد أصبح طبيباً لا بأس به مع يقيني بإستحالة أن أصبح مايكل دبغي. ومع ذلك كان عندي يقين بأنني سوف أصبح شخصية عامة شهيرة".»
بدأ اهتمام كلينتون بالقانون في مدرسه هت سبرينغز العليا، فعندما كان في فصل اللاتيني قبل التحدي بأن يناقش دفاع السيناتور الروماني القديم كاتلين في دعوى مجلس الشيوخ الروماني. بعد العديد من الحوارات والنقاشات أخبر مدرسة اللغة اللاتينية إليزابيث باك بأن هذا العرض جعله يدرك بأنه سوف يدرس القانون في يوم من الأيام.
صَرح كلينتون بأنه مر بتجربتين ساهمتا في تكوين قراره بأن يصبح شخصية عامة، حدثت التجربتان في عام 1963. الأولى كانت زيارته وهو طفل للبيت الأبيض لمقابلة الرئيس جون كينيدي. بينما الثانية هي رؤيته لخطاب الزعيم مارتن لوثر كينغ الابن عام 1963 بعنوان «عندي حلم» على التلفاز.

## سنوات دراسته الجامعية وكلية الحقوق

#### جامعة جورجتاون
التحق بيل كلينتون بجامعة جورجتاون في العاصمة واشنطن بدعم من عدد من المنح الدراسية، ودرس في كلية الشؤون الدولية (مدرسة الخدمة الخارجية)، حيث حصل على درجة البكالوريوس في الخدمات الأجنبية عام 1968.
في عامي 1964 و1965، انتُخب رئيسًا لاتحاد الفصل الدراسي. ومن عام 1964 حتى عام 1967، عمل متدربًا ثم موظفًا في مكتب السيناتور عن ولاية أركنساس جيمس ويليام فولبرايت. وخلال سنوات دراسته الجامعية، انضم كلينتون إلى أخوية "ألفا فاي أوميغا"، وانتُخب عضوًا في جمعية "فاي بيتا كابا" الشرفية. كما كان عضوًا في منظمة "Order of DeMolay"، وهي جماعة شبابية مرتبطة بالماسونية، إلا أنه لم ينضم إلى الماسونية نفسها في أي وقت لاحق.

#### إكسفورد
قبل التخرج حصل كلينتون على منحة رودس للدراسة في جامعة أكسفورد البريطانية. وتزامناً مع دخوله الجامعة بدأ كلينتون في الحصول على بكالوريوس في الفلسفة، السياسة والاقتصاد. لم يكمل كلينتون دراسته في أكسفورد. حيث تلقى عرضاً لدراسة القانون في كلية ييل للحقوق، جامعة ييل، فغادر مبكراً ولم يحصل على أي شهادة من جامعة أكسفورد.
خلال فترة دراسته في أكسفورد، كون كلينتون صداقة مع فرانك ألير الحاصل على منحة رودس أيضاً، الذي انتحر في عام 1971، بعد أن كتب خطاب عن حرب فيتنام. الأمر الذي كان له تأثيراً كبير على بيل. صَرحَتْ الكاتبة البريطانية والمدافعة عن حقوق المرأة سارة ماتيلاند قائلة:
«أتذكر بيل وفرانك ألير يتحدثون معي في شارع والتون في صيف عام 1969، ويتحدثون معي عن حرب فيتنام. لم أكن أعرف شيء عن هذا الأمر بعد. عندما بدأ فرانك بوصف معاناة المدنيين هناك، لم أتمالك نفسي وبدأت بالبكاء. عندها قال كلينتون أن هذا الشعور جيد ولكنهُ ليس كافي لتغيير الواقع، وأنه يلزم تحويل مشاعر الأسى والغضب والأسف إلى أفعال».
بدأ كلينتون بالاهتمام بدوري الرغبي، حيث بدأ باللعب في فريق جامعة أوكسفورد.
خلال فترة رئاسته، في عام 1994، حصل كلينتون على درجة الدكتوراه الفخرية من جامعة أوكسفورد تقديراً له على مجمل أعماله في محاوله تحقيق السلام العالمي.

#### معارضة حرب فيتنام وجدل التجنيد
في أكسفورد، اشترك بيل في المظاهرات المعارضة لحرب فيتنام. كما أسس مسيرة لإنهاء الحرب على فيتنام.
حصل كلينتون على مستندات أثناء مكوثه في إنجلترا في الفترة ما بين عامي 1968 وعام 1969. دائماً ما كان يحلم بيل بالالتحاق بكلية الحقوق في الولايات المتحدة، مع درايته بأنه قد يفقد هذهِ المستندات. حاول كلينتون في الحصول على منصب في الحرس الوطني الأمريكي أو القوات الجوية الأمريكية ولكن باءت جميع محاولاته بالفشل. وبذلك بدأ في ترتيب انضمامه إلى طاقم تدريب ضباط الاحتياط (ROTC) في جامعة أركنساس.
بعد ذلك قرر بيل عدم الانضمام إلى برنامج طاقم تدريب ضباط الاحتياط (ROTC)، أرسل خطاباً إلى الضابط المسؤول عن البرنامج معتذراً عن الانضمام إلى البرنامج فمع أنه ضد الحرب إلا أنه لا يؤمن بأن الانضمام إلى ROTC، الحرس الوطني الأمريكي والقوات الجوية الأمريكية هو أنسب وأشرف الطرق للتعبير عن ذلك.
حاول كلينتون تسجيل المستندات وحصل على رقم عالمي (311) وهذا معناه أن من يملكون أرقام أقل (من 1 إلى 310) سيُنْظَرُ في دعاويهم قبله. مما يعني أن تسجيل دعوته سيكون أمراً صعباً. (في الحقيقة أعلى رقم سُجِّلَتْ دعوته هو 195).
صرح الكولونيل إيجين هولمز، ضابط القوات المسلحة المسئول عن قضية انضمام كلينتون إلى برنامج ROTC هو التلاعب بالموقف في محاولة منه للهروب من التجنيد. واجه بيل مشاكل قانونية أثناء حملته الانتخابية عام 1992 فصرح قائلاً:
«أعتقد الآن أنه قد تم التلاعب بي وخداعي عمداً بإستخدامهم إحتمالية انضمامي إلى برنامج طاقم تدريب ضباط الاحتياط كلعبة في محاوله منهم لتأخير الدعوى والتخلص منها».

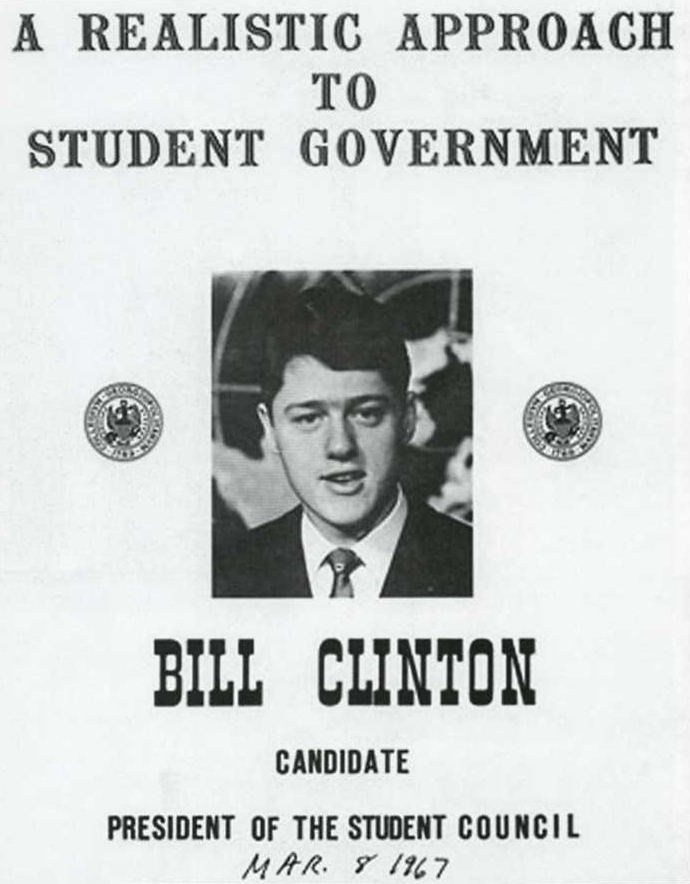
ملصق ترشح كلينتون لرئاسة مجلس الطلبة أثناء دراسته في كلية الخدمة الخارجية بجامعة جورجتاون.

في حملته الانتخابية عام 1992، كُشِفَ عن أن عم كلينتون حاول الحصول على منصب لإبن أخيه في القوات الاحتياطية للقوات البحرية الأمريكية، والتي كانت ستمنعه من الانضمام إلى الجيش في فيتنام. لم تكلل هذه المحاولة بالنجاح. في عام 1992، صرح كلينتون بأنه لم يكن على دراية بالأمر ولم يعرف عنه شيء حتى تلك اللحظة.

#### كلية الحقوق
بعد دراسته في جامعة أكسفورد، التحق بيل كلينتون بكلية ييل للحقوق وحصل على درجة الدكتوراه في القانون عام 1973. في عام 1971، التقى بزوجته المستقبلية، هيلاري رودام، في مكتبة كلية الحقوق بجامعة ييل؛ وكانت تسبقه بعام دراسي واحد. بدأ الاثنان يتواعدان وأصبحا لا يفترقان. وبعد حوالي شهر فقط، أرجأ كلينتون خططه الصيفية للعمل كمنسق لحملة جورج ماكغفرن في الانتخابات الرئاسية الأمريكية لعام 1972 لينتقل للعيش معها في كاليفورنيا. وواصلا العيش معًا في نيو هيفن بعد عودتهما إلى كلية الحقوق.
انتقل كلينتون في نهاية المطاف إلى تكساس مع رودام عام 1972 لتولي منصب قيادي في حملة ماكغفرن هناك. قضى وقتًا طويلًا في دالاس، في مقر الحملة المحلي بشارع ليمون، حيث كان له مكتب خاص. عمل كلينتون مع رون كيرك، الذي أصبح لاحقًا عمدة دالاس لولايتين، وآن ريتشاردز، التي أصبحت لاحقًا حاكمة تكساس، والمخرج السينمائي والتلفزيوني الشاب آنذاك ستيفن سبيلبرغ.

## الحملة الانتخابية الفاشلة ومنصب النائب العام لأركنساس
عاد كلينتون إلى أركنساس بعد تخرّجه في كلية الحقوق من جامعة ييل وأصبح أستاذًا للقانون في جامعة أركنساس. وفي عام 1974، ترشّح لمجلس النواب الأمريكي، حيث خاض الانتخابات في الدائرة الثالثة ذات التوجّه المحافظ ضد النائب الجمهوري الحالي جون بول هامرشميت [الإنجليزية]. استفادت حملة كلينتون من المزاج العام المناهض للجمهوريين ولأعضاء الكونغرس الحاليين بسبب فضيحة ووترغيت. ورغم أن هامرشميت كان قد حصل على 77% من الأصوات في انتخابات عام 1972، إلا أنه تغلب على كلينتون بفارق ضئيل، إذ حصل على 52% مقابل 48%.
في عام 1976، ترشّح كلينتون لمنصب النائب العام لولاية أركنساس. وبعد أن تغلب على كل من وزير الخارجية ونائب النائب العام في الانتخابات التمهيدية للحزب الديمقراطي، فاز بالمنصب دون منافسة في الانتخابات العامة، إذ لم يترشح أي جمهوري لهذا المنصب.

## محافظ أركنساس (1979-1981/ 1983-1992)

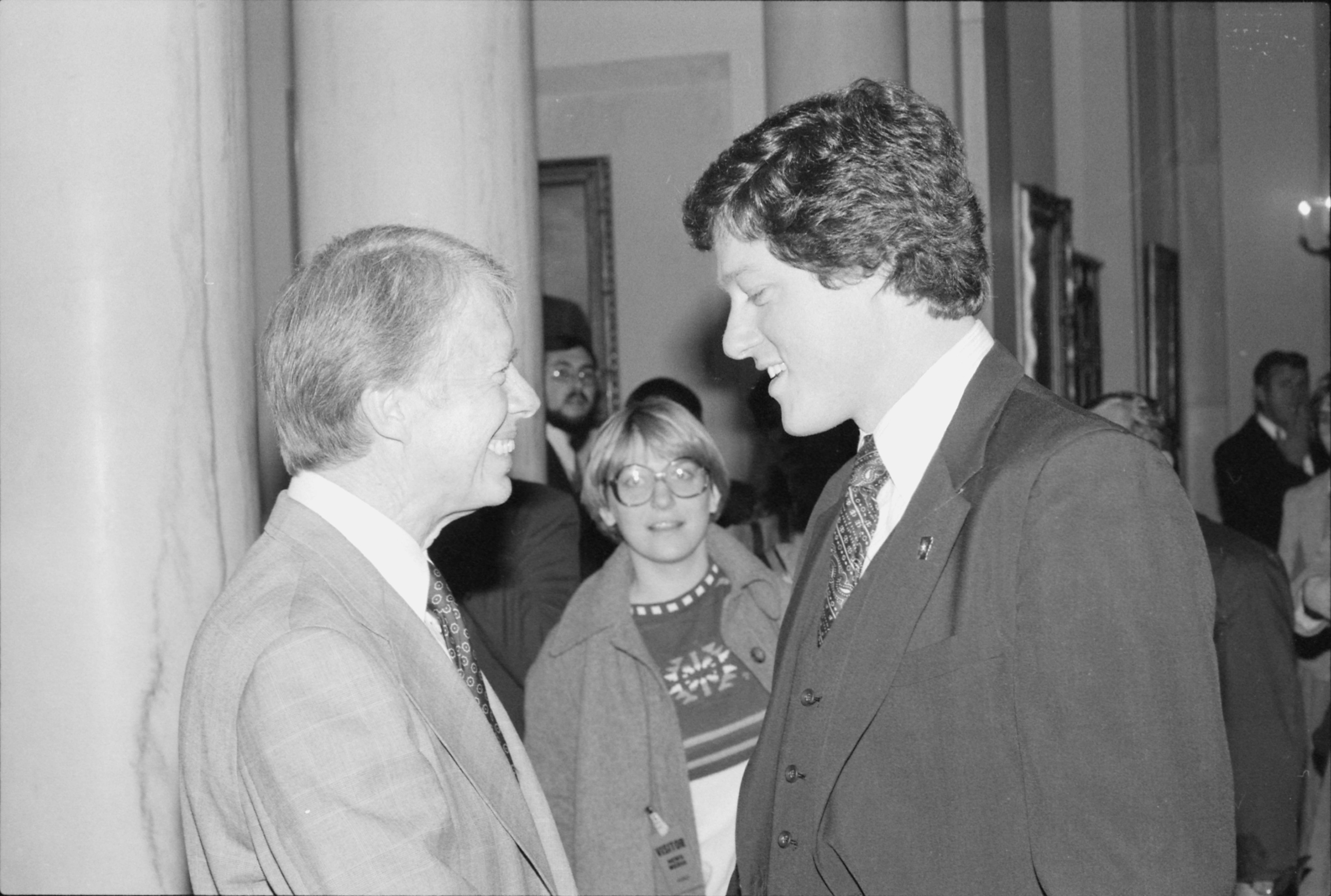
كلينتون يلتقي بالرئيس جيمي كارتر عام 1978.

بعد التخرج من ييل، عاد كلينتون إلى أركنساس وعمل كأستاذ قانون في جامعة أركنساس. في عام 1974، خاض بيل انتخابات مجلس النواب الأمريكي. ضد الجمهوري جون باول هامر شميت. تعززت حملة كلينتون بسبب المزاج المناهض للحزب الجمهوري والمناهض للاضطراب الناجم عن فضيحة ووترجيت. حصل هامر شميت الفائز بأكثر من 77% من أصوات الناخبين في عام 1972 على 52% من الأصوات أمام بيل الحاصل على 48%.
في عام 1976، دخل كلينتون الانتخابات الأولية ليصبح عمدة أركنساس ضد معارضة طفيفة في الانتخابات التمهيدية، ولا معارضة تذكر في الانتخابات العامة، فاز كلينتون بالانتخابات.
في عام 1978، اُنْتُخِبَ كلينتون وفاز بمنصب محافظ أركنساس، بعد أن هزم المرشح الديموقراطي لين لو، مزارع من تيكساركانا. بعمر 32 عاما، أصبح بيل كلينتون هو أصغر حاكم ولاية في تاريخ الولايات المتحدة. الأمر الذي استفادت منه وسائل الإعلام وأطلقت عليه اسم «المحافظ الصبي». اهتم كلينتون بالعمل على إعادة صياغة النظام التعليمي وإصلاح الطرق والبنية التحتية واستطاع بمساعدة زوجته المسئولة عن إعادة إصلاح الرعاية الصحية. لعل أهم ما أغضب المواطنين خلال فترة ولايته هو وضعة لضرائب على السيارات، ومشكلة اللاجئين الكوبيين (هروب ماريل الجماعي) الهارب إلى فورت شافيه في عام 1980.

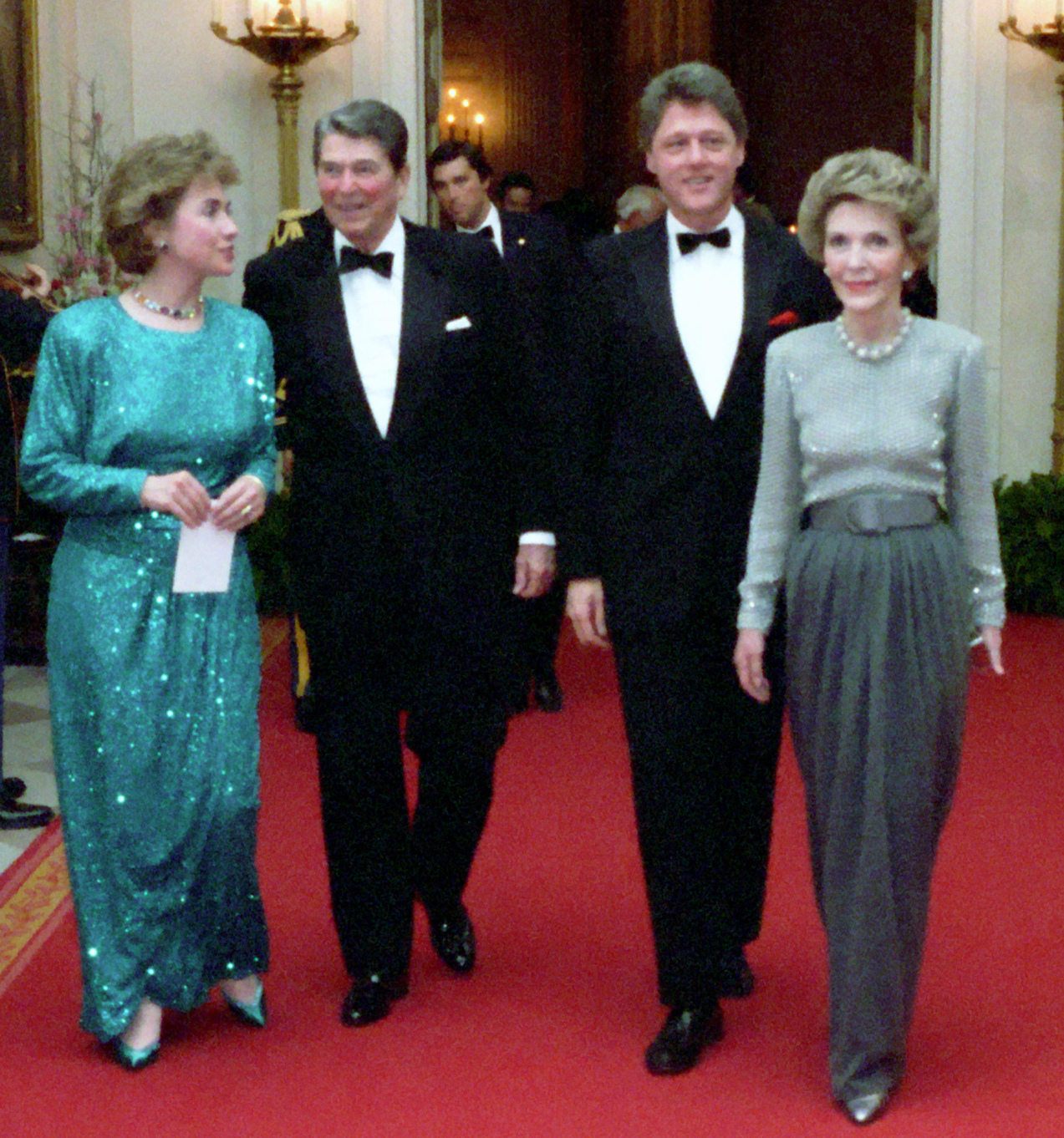
كلينتون وزوجته يحضران عشاء تكريم حكّام الولايات في البيت الأبيض مع الرئيس رونالد ريغان والسيدة الأولى نانسي ريغان، عام 1987.

في انتخابات الأولية للحزب الديموقراطي عام 1980، حصل مونرو شوارزلوس في كينغزلاند في مقاطعة كليفلاند حصل على 31 % من الأصوات ضد كلينتون. تنبأ البعض بعد ارتفاع النسبة التي حصل عليها مونرو شوارزلوس أن كلينتون سيخسر الانتخابات أمام المرشح الجمهوري فرانك وايت في الانتخابات العامة، وقد كان. سخر كلينتون من خسارته قائلاً: أصبحت الآن أصغر محافظ سابق في تاريخ الولايات المتحدة الأمريكية.
انضم كلينتون إلى شركة صديقه الصغيرة بروس ليندسي للقانون، «ليندسي وجينيك». في عام 1982، اُنْتُخِبَ كلينتون مرة أخرى كمحافظ للولاية وحافظ على المنصب هذه المرة لمدة عشرة أعوام، بدأ من انتخابات عام 1986، غيرت لجنة الانتخابات مدة الفترة من عامين إلى 4 أعوام. خلال ولايته، حاول كلينتون تطوير اقتصاد الولاية وتحسين النظام التعليمي. كما قلل ضريبة المبيعات على الأدوية مقابل زيادة الضرائب على المنازل.
في أوائل الثمانينات، نقل بيل أولوية الملف التعليمي لولاية أركنساس إلى أولوية قصوى. بمساعدة زوجته هيلاري رودهام كلينتون، مدعية عام، رئيسة «منظمة الخدمات القانونية»، ومجتمع ولاية أركنساس لنهضة التعليم، قاموا بتقديم مقترح يقضي بزيادة الميزانية المخصصة للمدارس (مدعومة من زيادة الضرائب على المبيعات)، خلق فرص أفضل لتعليم الأطفال المتبنيين، زيادة مرتبات المدرسيين، إعادة صياغة المناهج التعليمية، وإعادة تأهيل المدرسين. وُوفِقَ على المقترح في سبتمبر 1983، بعد إطلاق كلينتون تشريع خاص يعتبر هو الأطول في تاريخ الولاية. اُعْتُبِرَ هذا الإنجاز هو الأعظم في تاريخ كلينتون كمحافظ للولاية. هزم بيل أربع مرشحين جمهوريين على منصب المحافظ، لوي (1978)، وايت (عام 1982 وعام 1986)، رجل الأعمال الأشهر في مدينة جونزبورو وودي فريمان (1984)، وشيفيلد نيلسون من ليتل روك (عام 1990).
ظهرت أيضاً في الثمانينات، علاقات كلينتون وصفقاته المالية والتي أصبحت فيما بعد أساس تحقيق فضيحة وايت ووتر، والتي أخضعت فترة إدارته فيما بعد التحقيق. بعد تحقيق شامل دام لأكثر من عام، لم تُوَجِّهْ أي اتهامات ضد كلينتون في تلك الفترة.
طبقاً لعدة مصادر، كان كلينتون في بداية حياته ضد حكم الإعدام، قبل أن يغير موقفه  خلال فترة ولايته، نفذت ولاية أركنساس أول حكم إعدام منذ عام 1964 (عادت عقوبة الإعدام في 23 مارس 1973). كمحافظ، حضر بيل أربع إعدامات واحدة بالكرسي الكهربائي وثلاثة بالحقنة القاتلة. فيما بعد، كرئيس كان بيل هو أول رئيس يلغي عقوبة الإعدام منذ إعادة إدخال عقوبة الإعدام الفيدرالية في عام 1988.

### الفضائح والاتهامات

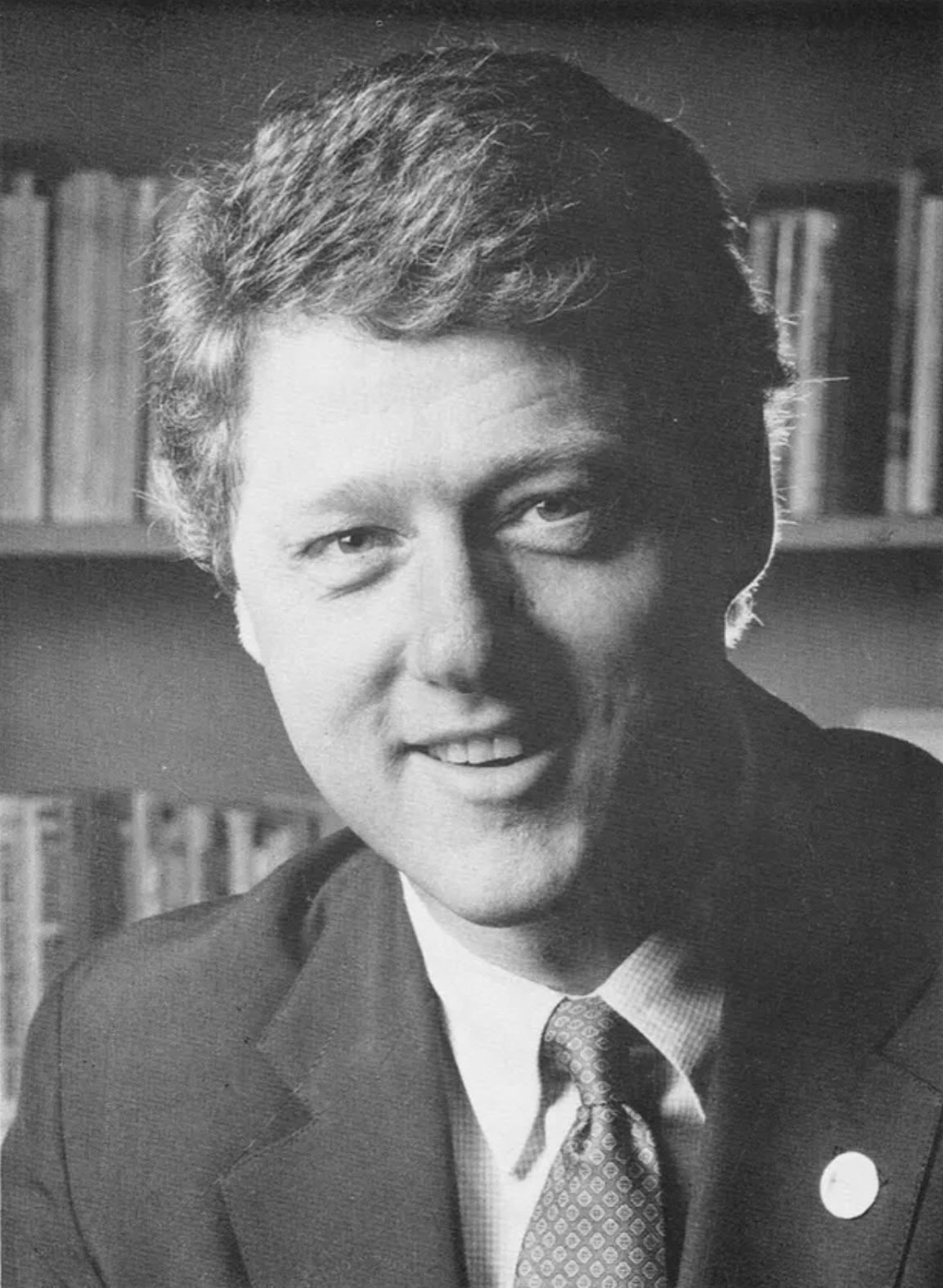
كلينتون في عام 1986.

خلال فترة تولّيه منصب حاكم أركنساس في الثمانينيات، كانت الولاية مركزًا لعملية تهريب مخدرات عبر مطار مينا. فقد زُعم أن عميل وكالة الاستخبارات المركزية باري سيل أدخل ما بين ثلاثة إلى خمسة مليارات دولار من الكوكايين عبر المطار، وربطت هذه العملية بفضيحة "إيران - كونترا". وُجهت إلى كلينتون اتهامات بأنه كان على علم بهذه الأنشطة، لكن لم يتم إثبات أي شيء ضده.
كما ربطه الصحفي سام سميث بعدد من الصفقات التجارية المشبوهة. واتهمته المغنية جينيفر فلاورز بتعاطي الكوكايين أثناء توليه منصب الحاكم، فيما أُدين شقيقه غير الشقيق روجر كلينتون في عام 1985 بتهم حيازة وتهريب الكوكايين، وقضى عقوبة في السجن قبل أن يُعفى عنه لاحقًا من قبل بيل كلينتون بعد انتهاء محكوميته.
وشهدت تلك الفترة أيضًا فضائح أخرى، أبرزها قضية "وايت ووتر" التي شملت معاملات عقارية مشبوهة مرتبطة بعائلة كلينتون، كما وُجهت إلى بيل كلينتون اتهامات بسوء السلوك الجنسي الجسيم في أركنساس، بما في ذلك مزاعم تتعلق باستخدام شرطة ولاية أركنساس لتسهيل الوصول إلى نساء، فيما عُرف بفضيحة "تروبريغيت". أما مقتل دون هنري وكيفن آيفز في عام 1987، فقد أثار موجة من نظريات المؤامرة التي اتهمت كلينتون وسلطات الولاية بالتستر على الجريمة.

### الانتخابات التمهيدية الرئاسية للحزب الديمقراطي عام ١٩٨٨
كان هناك تضارب في وسائل الإعلام عام 1987 حول هل سيدخل كلينتون الانتخابات الرئاسية أم لا. بعد أن رفض محافظ نيويورك ماريو كومو ترشحه وإعلان المرشح الديموقراطي الأول غاري هارت عن عدم نيته للترشح بعد إظهار نية كلينتون أن يبقى حاكما لأركنساس (تَبِع ذلك إعلان هيلاري رودهام كلينتون عن نيتها لخوض انتخابات الولاية) للترشيح. أقنع كلينتون محافظ ماساتشوستس مايكل دوكاكس على أن يعطيه لقاء تليفزيوني والذي سمي فيما بعد بالاجتماع الديموقراطي الدولي لعام 1988، لكن كلينتون لم يستفد من اللقاء على الوجه الأمثل، فعلى سبيل المثال دام خطابه أكثر من 33 دقيقة وهو ضعف الزمن المتوقع منه والذي وُصِفَ بأنه طويل جداً وليس على المستوى المطلوب من ناحية توصيل المعلومة. قدم كلينتون نفسه كمعتدل، عضو من أعضاء جماعة الديموقراطيين الجدد في الحزب الديموقراطي. قاد كلينتون مجلس قيادة الديمقراطيين المعتدل في عامي 1990 و1991.

## حملات الإنتخابات الرئاسية

### حملة الترشح للرئاسة عام 1992

نتائج المجمع الانتخابي لعام 1992: فاز كلينتون بـ 370 صوتًا مقابل 168.

في أولى جولات الانتخابات التمهيدية، وهي تجمعات ولاية أيوا، حل بيل كلينتون في المركز الثالث بفارق كبير خلف السيناتور عن الولاية توم هاركين. وخلال الحملة الانتخابية في ولاية نيوهامشير، ظهرت تقارير عن علاقة غرامية خارج إطار الزواج بين كلينتون والمغنية جينيفر فلاورز. تراجع كلينتون بشكل كبير خلف السيناتور السابق عن ماساتشوستس بول تسونغاس في استطلاعات الولاية. بعد بث نهائي دوري كرة القدم الأمريكية (سوبر بول XXVI)، ظهر كلينتون وزوجته هيلاري في برنامج 60 دقيقة لنفي الاتهامات. ورغم أن الظهور التلفزيوني كان مخاطرة محسوبة، إلا أن كلينتون استعاد بعض الدعم وكسب عددًا من المندوبين. جاء في المركز الثاني بعد تسونغاس في انتخابات نيوهامشير، ورغم أنه كان متأخرًا في الاستطلاعات، فإن تقليص الفارق إلى خانة واحدة اعتُبر بمثابة نصر، مما دفع وسائل الإعلام إلى منحه لقب "الطفل العائد" لما أبداه من تعافٍ قوي.
حقق كلينتون انتصارات حاسمة في ولايتي فلوريدا وتكساس والعديد من الولايات الجنوبية في يوم الثلاثاء الكبير، ما منحه تقدمًا كبيرًا في عدد المندوبين. لكن الحاكم السابق لولاية كاليفورنيا جيري براون واصل حصد انتصارات، ولم يكن كلينتون قد فاز بعد بولاية كبيرة خارج معقله الجنوبي. ومع غياب الولايات الجنوبية الكبرى من السباق، وجه كلينتون أنظاره إلى نيويورك، التي تمتلك عددًا كبيرًا من المندوبين، وحقق فيها فوزًا ساحقًا، مما بدد صورته كمرشح إقليمي. وبعد أن أصبح مرشح الإجماع، حسم الترشيح الديمقراطي بفوزه في ولاية كاليفورنيا، معقل خصمه جيري براون.

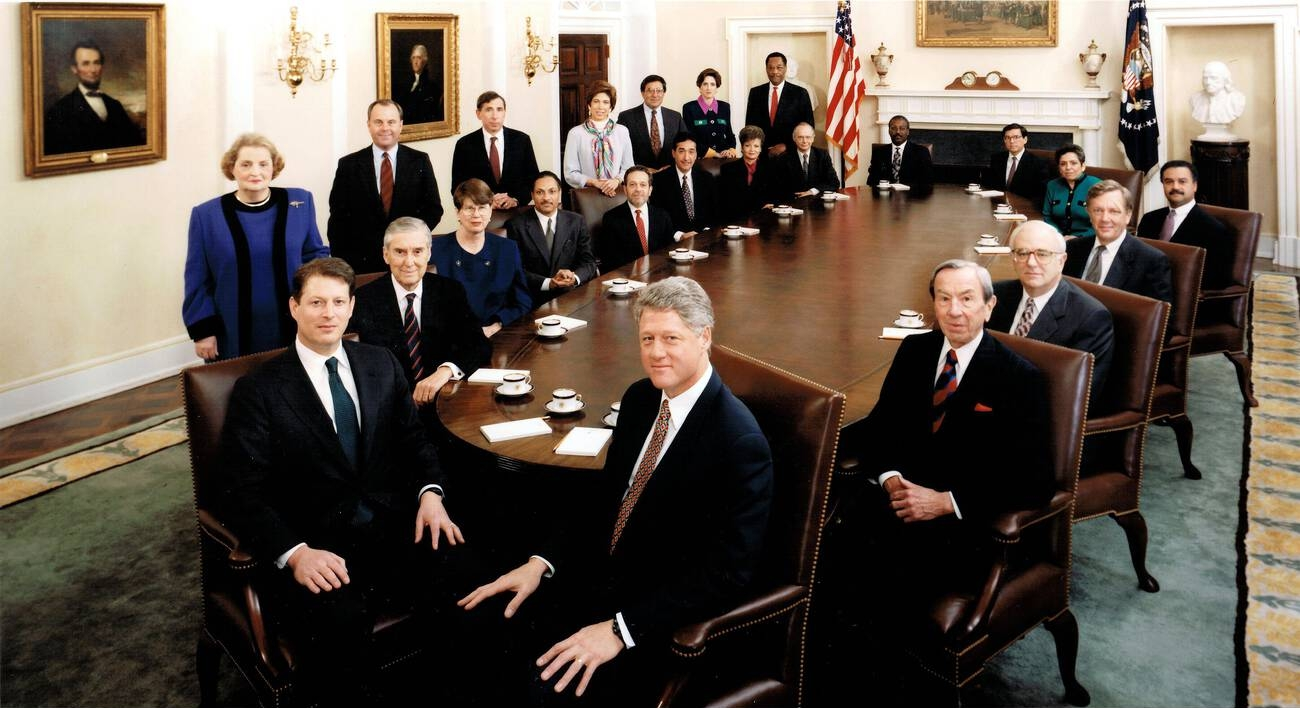
إدارة كلينتون في غرفة الاجتماعات الوزارية.

حكومة الرئيس بيل كلينتون. الرئيس في المنتصف وعلى يساره نائب الرئيس آل غور
أثناء الحملة، أُثيرت تساؤلات حول تضارب المصالح بين الحكومة وشركة "روز لو" للمحاماة ذات النفوذ، التي كانت هيلاري كلينتون شريكة فيها. ودافع كلينتون بأن جميع المعاملات مع الدولة كانت تُستبعد من حساب أجر هيلاري. كما أثار قلقًا إضافيًا عندما أعلن أن الناخبين سيحصلون على "رئيسين بسعر واحد" في إشارة إلى الدور الذي ستلعبه زوجته.
وكان كلينتون لا يزال حاكمًا لأركنساس أثناء الحملة، فعاد إلى ولايته لمتابعة تنفيذ حكم الإعدام بحق ريكي راي ريكتور. كان ريكتور قد قتل شرطيًا ومدنيًا ثم أطلق النار على نفسه، مما أدى إلى حالة صحية وصفها محاموه بأنها تُفقده الفهم الكامل لمفهوم الموت. وبحسب القانونين الفيدرالي والولائي، لا يُسمح بإعدام المحكومين المختلين عقليًا، لكن المحكمة لم تقتنع بادعاءات العجز العقلي وسمحت بتنفيذ الحكم. ووصفت صحيفة نيويورك تايمز عودة كلينتون إلى الولاية في هذا السياق كخطوة سياسية تهدف إلى دحض اتهامات التراخي في مكافحة الجريمة.
في بداية عام 1991، كانت نسبة تأييد الرئيس جورج بوش الأب تبلغ نحو 80% عقب حرب الخليج، وكان يُعتبر غير قابل للهزيمة. غير أن تراجعه عن وعده بعدم زيادة الضرائب أضرّ بشعبيته. وقد انتقد كلينتون هذا التراجع بشدة خلال الحملة. ومع حلول موعد الانتخابات، تدهورت الأوضاع الاقتصادية وانخفضت نسبة تأييد بوش إلى ما يزيد قليلًا عن 40%. وفي ظل انتهاء الحرب الباردة، فقد الحزب الجمهوري قضيته الجامعة المتمثلة في مناهضة الشيوعية، بينما تسببت خطابات بات بوكانان وبات روبرتسون ذات الطابع الديني في المؤتمر الجمهوري في نفور المعتدلين، خاصة مع انتقاد بوش للديمقراطيين لأنهم لم يذكروا "الله" في برنامجهم. استغل كلينتون الفرصة للترويج لسجله الوسطي كـ"ديمقراطي جديد" خلال فترة حكمه في أركنساس، رغم استمرار شكوك الجناح الليبرالي في الحزب. وقد انتقل العديد من الديمقراطيين الذين دعموا ريغان وبوش في انتخابات سابقة لدعم كلينتون هذه المرة. وقبل أسابيع من الاقتراع، قام كلينتون ونائبه آل غور بجولات واسعة في البلاد، متعهدين بـ"بداية جديدة".
في 26 مارس 1992، خلال حملة جمع تبرعات ديمقراطية، واجه الناشط روبرت رافسكي الحاكم كلينتون وسأله عن خطته لمواجهة الإيدز، فرد عليه كلينتون قائلًا: "أنا أشعر بألمك". أثار هذا الموقف اهتمامًا إعلاميًا كبيرًا، مما دفع بقضية الإيدز إلى الواجهة الانتخابية. وفي 4 أبريل، التقى كلينتون بعدد من نشطاء مكافحة الإيدز وتعهد بإلقاء خطاب رئيسي عن سياسات الإيدز، وبإشراك مصابين في مؤتمر الحزب، وتبني خطة عمل من خمس نقاط وضعتها منظمة "العمل الموحد لمكافحة الإيدز".
فاز كلينتون في انتخابات عام 1992 بـ370 صوتًا انتخابيًا، متغلبًا على الرئيس الجمهوري الحالي جورج بوش الأب (168 صوتًا)، والملياردير الشعبوي روس بيرو الذي ترشح كمستقل دون أن يحصد أي صوت انتخابي، رغم تركيز حملته على القضايا الداخلية. وقد ساهم الانخفاض الحاد في تأييد بوش في تحقيق كلينتون لهذا النصر. أنهى فوز كلينتون 12 عامًا من الحكم الجمهوري للبيت الأبيض، و20 عامًا من أصل الـ24 عامًا السابقة. كما منحت الانتخابات الحزب الديمقراطي السيطرة الكاملة على الكونغرس، وهي المرة الأولى منذ عهد الرئيس جيمي كارتر التي يسيطر فيها حزب واحد على السلطتين التنفيذية والتشريعية.
وبحسب عالم الاجتماع السياسي سيمور مارتن ليبست، تميزت انتخابات 1992 بعدة خصائص فريدة، أبرزها أن الناخبين اعتقدوا أن الاقتصاد أسوأ مما هو عليه فعليًا، مما أضر ببوش. كما أن وجود مرشح ثالث قوي كان أمرًا نادرًا. أطلق الليبراليون رد فعل عنيفًا على 12 عامًا من الهيمنة المحافظة. أما العامل الحاسم فكان توحيد كلينتون لحزبه، وكسبه دعم مجموعات متنوعة.

### حملة الترشح للرئاسة عام 1996

نتائج المجمع الانتخابي لعام 1996: فاز كلينتون بـ 379 صوتًا مقابل 159.

مع اقتراب موعد الانتخابات الرئاسية لعام 1996، بدت فرص بيل كلينتون في إعادة انتخابه ضعيفة في البداية، ويرجع ذلك جزئيًا إلى تراجع ثقة الجمهور به نتيجة قضية "وايت ووتر" العقارية المثيرة للجدل، وكذلك بسبب الهزيمة الكبيرة التي مُني بها الديمقراطيون على المستوى الوطني في انتخابات عام 1994. وقد انخفضت نسبة تأييده إلى 40٪ في أوائل عام 1995، مما دفع عددًا من كبار الديمقراطيين إلى اقتراح انسحابه من السباق الرئاسي. غير أن الاقتصاد بدأ في التعافي في منتصف عام 1995، ومع تزايد عدم شعبية الجمهوريين في الكونغرس، تحسنت صورة كلينتون لدى الرأي العام. وأظهرت استطلاعات أوائل عام 1996 تقدمه بفارق وصل إلى 20 نقطة مئوية على خصمه الجمهوري المحتمل بوب دول.
وعلى عكس الرئيس جورج بوش الأب في انتخابات عام 1992، استفاد كلينتون كثيرًا من كونه الرئيس الحالي في انتخابات 1996، إذ شعر معظم الأمريكيين بأن البلاد تسير في الاتجاه الصحيح. ومرة أخرى، واجه كلينتون المرشح المستقل روس بيرو، الذي ترشح هذه المرة عن "حزب الإصلاح"، لكنه لم يحظَ بالدعم الواسع الذي حصل عليه في انتخابات عام 1992.وخلال الشهر الذي سبق يوم الانتخابات، توقع المحللون السياسيون فوزًا كبيرًا لكلينتون، حيث بلغت نسبة تأييده 60٪، وأظهرت الاستطلاعات أنه يحظى بدعم الناخبين في أكثر من 30 ولاية.
وفي يوم الانتخابات، فاز كلينتون بـ379 صوتًا من المجمع الانتخابي، محققًا إعادة انتخابه، بينما حصل خصمه الجمهوري بوب دول على 159 صوتًا. ونال كلينتون 49.2٪ من الأصوات الشعبية، مقابل 40.7٪ لدول و8.4٪ لبيرو. وبفوزه هذا، أصبح أول ديمقراطي يُنتخب لفترتين رئاسيتين متتاليتين منذ فرانكلين د. روزفلت.

## فترة الرئاسة (1993-2001)
خلال فترة رئاسته، دافع كلينتون عن شريحة كبيرة من القوانين والشرائع. نسبت سياسته، وخصوصاً اتفاقية أمريكا الشمالية للتجارة الحرة، إعادة إصلاح نظام الرعاية الاجتماعية إلى فلسفة الطريق الثالث الوسطي.

سجل مكتب الموازنة الفيدرالي في الكونجرس الأمريكي انخفاض العجز في الميزانية الأمريكية والديون الخارجية، مقراً بأن فترة ولاية كلينتون كانت هي أكثر الفترات اقتصاداً. فسجل تخطي الميزانية حاجز 69 مليار دولار في عام 1998، 126 مليار دولار في عام 1999، 236 مليار دولار في عام 2000 (في أخر ثلاث أعوام من ولايته)، كما سُجِّلَ العائد من الدين الخارجي في تلك السنوات. في نهاية كل سنة مالية (30 سبتمبر)، نشرت وزارة الخزانة الأمريكية صافي الدين الخارجي لصالح الولايات المتحدة بما يقارب 5.413 تريليون دولار في عام 1997، 5.526 تريليون دولار في عام 1998، 5.656 تريليون دولار في عام 1999 وحوالي 5.674 تريليون دولار في عام 2000.
صرح مكتب الإدارة والموازنة بالكونجرس الأمريكي بعد ما نشرته وزارة الخزانة بوقت قصير معلناً أن صافي الدين الخارجي لصالح الولايات المتحدة قد وصل إلى 5.369 تريليون دولار في عام 1997، 5.478 تريليون دولار في عام 1998، 5.606 تريليون دولار في عام 1999 وما يقرب من 5.629 تريليون دولار في عام 2000 في نهاية السنة المالية من كل عام (30 سبتمبر).
في نهاية فترته الرئاسية، انتقل كلا من كلينتون وهيلاري إلى كباباكيو، نيويورك ليوفر مسكن لزوجته هيلاري تستطيع منه إدارة حملتها الانتخابية لتصبح سيناتور ولاية نيويورك.

### الولاية الأولى (1993-1997)
كلينتون هو الرئيس الثاني والأربعين 42 للولايات المتحدة. ألقى الخطاب الافتتاحي أمام البيت الأبيض في 20 يناير 1993. بعد أقل من شهر من تولية الحكم، أقر قانون الأسرة والإجازة الطبية لعام 1993 في 5 فبراير، والتي يجبر فيها عدد كبير من أصحاب الأعمال أن يعطوا الموظفين إجازة غير مدفوعة الأجر لحالات الحمل أو الحالات الصحية الخطرة. لاقي هذا القرار دعماً هائلاً من عامة الشعب.

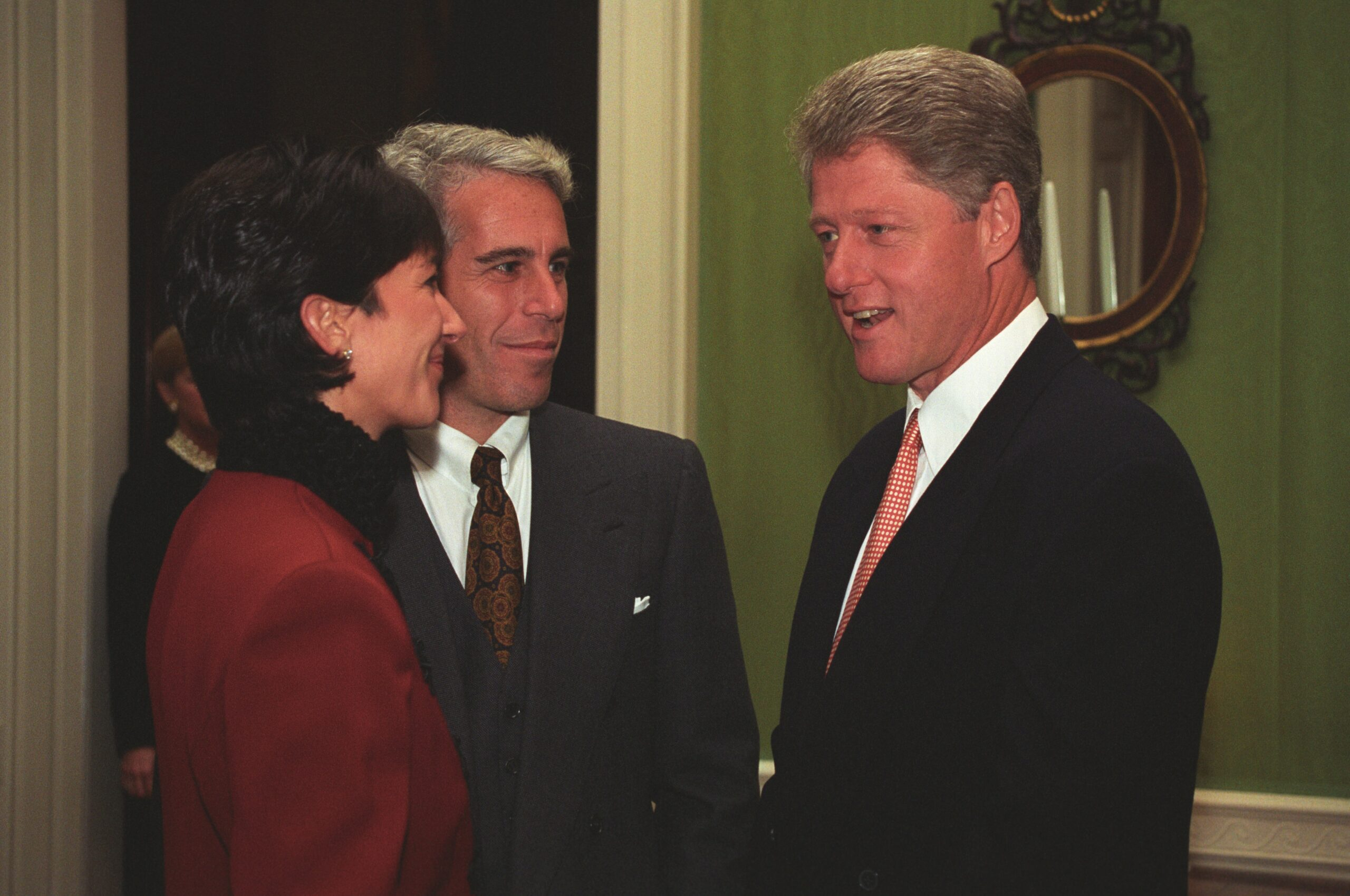
كلينتون مع جيفري إبستين في فعالية للمتبرعين بمشروع ترميم البيت الأبيض، سبتمبر 1993.

بعد يومين من دخوله المكتب البيضاوي، في 22 يناير 1993. الذكرى السنوية العشرين لقرار المحكمة العليا للولايات المتحدة في قضية روي ضد وايد عكس كلينتون القرارات المتخذة على برامج تنظيم الأسرة الصادرة في ولاية ريغان وبوش. قال كلينتون أن عملية الإجهاض يجب أن تكون أمنة، شرعية ونادرة -وهو ما اُقْتُرِحَ من قبل سياسي يدعى صامويل بوبكين في جامعة كاليفورنيا، سان دييجو- واُسْتُخْدِمَ لأول مرة من قبل كلينتون في ديسمبر 1991. في أثناء حملته الانتخابية. خلال الثمان سنوات التي أدار فيها كلينتون شئون الولايات المتحدة، انخفضت نسبة الموافقة على عملية الإجهاض بنسبة 18.4%.
في 15 فبراير 1993، ظهر كلينتون في أول خطاب له للأمة كرئيس للولايات المتحدة معلنا عن خطته في زيادة الضرائب لتغطية مشاكل الميزانية. بعد ذلك بيومين، أعلن التلفاز الوطني عن انعقاد جلسة هامة في الكونغرس الأمريكي كشف فيها كلينتون عن خطته الاقتصادية. ركزت الخطة على خفض عجز الميزانية أكثر من تركيزها على تقليل الضرائب من على كاهل الطبقة المتوسطة. والتي كانت من أهم بنود حملته الانتخابية. نصح مستشاري كلينتون بضرورة رفع الضرائب معتمدين على نظرية أن عجز الموازنة سيؤثر سلبياً على نسبة المواقفة والرضا التي يحصل عليها.
في 19 مايو 1993، طرد كلينتون سبعة من موظفين البيت الأبيض مسبباً جدلاً كبيراً في مكتب النقل الخاص بالبيت الأبيض. على الرغم من أن خدمة أفراد المكتب تشترط موافقة الرئيس وتعطيه الحق في طرد أي عضو بدون إبداء أي سبب، إلا أن البيت الأبيض علق على الجدل قائلا أن الفصل جاء بسبب اختلافات مالية تخضع الآن لتحقيق مكتب التحقيقات الفيدرالي. نقد المعارضين التصريح صارخين بأن الفصل قد جاء لإتاحة الفرصة لأصدقاء كلينتون في السيطرة على العمل، موضحين أن التحقيق الفيدرالي قد بدأ بدون أي مزكرات قانونية وبدون وجه حق.

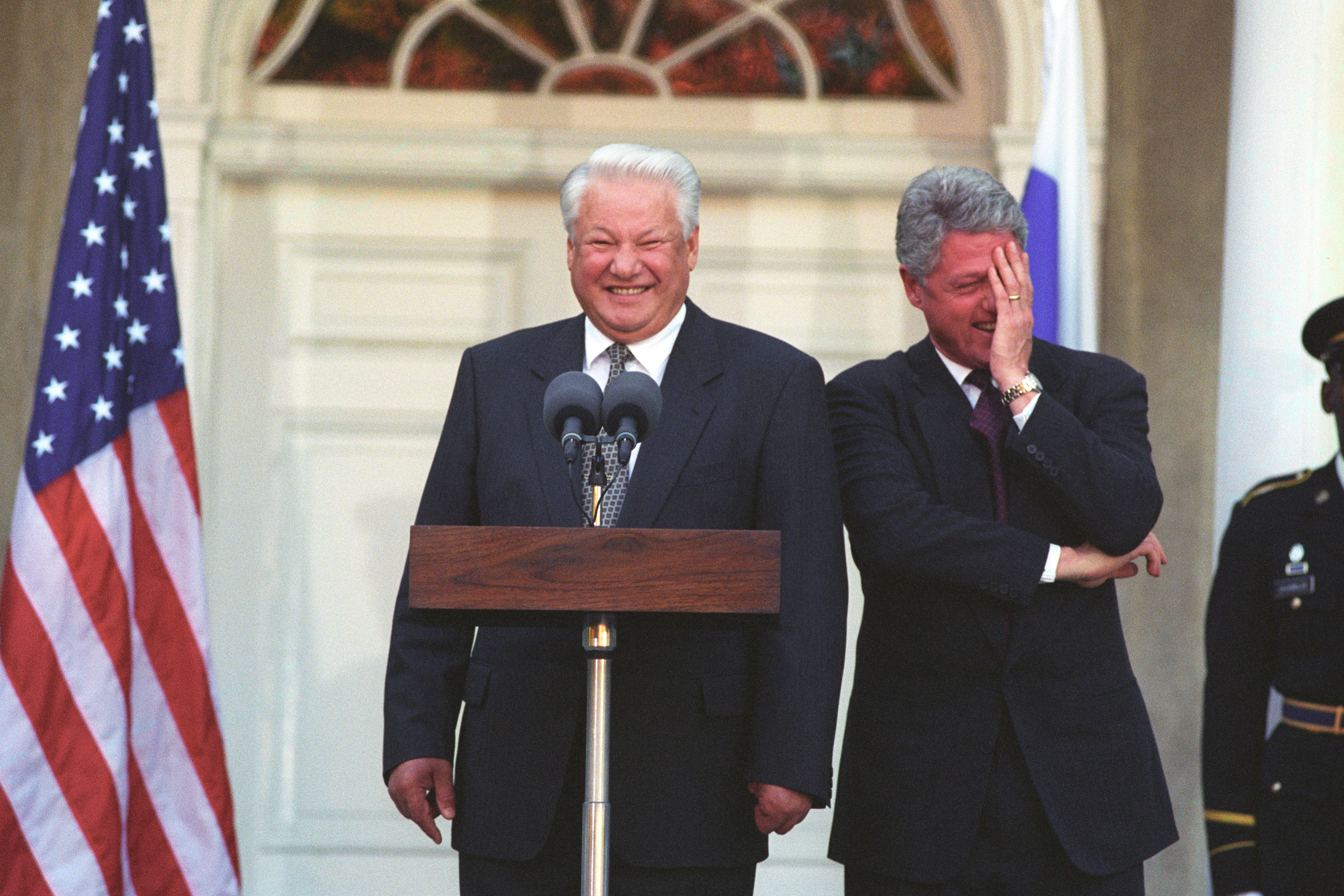
كلينتون والرئيس الروسي بوريس يلتسين، في أكتوبر 1995
في أغسطس من نفس العام، وقع كلينتون قانون توفيق الموازنة العامة في عام 1993، والذي تخطى الكونغرس بدون تصويت الجمهوريين. تنص الاتفاقية على خفض الضرائب على أكثر من 15 مليون أسرة ضعيفة الدخل، أي ما يعادل خفض 90% من الضرائب التي تغذي الأعمال الصغيرة. كما نصت الاتفاقية على زيادة الضرائب بنسبة 1.2% على الأثرياء ورجال الأعمال.
في 22 سبتمبر 1993، قدم كلينتون خطاباً وُصِفَ بالعظمة فيما بعد، قدم فيه خطته عن الرعاية الصحية، يهدف البرنامج إلى توفير علاج شامل في التأمين الصحي لجميع الأمراض. كانت هذه هي إحدى أكبر النقاط التي دعا إليها كلينتون في حملته الانتخابية مع هيلاري كلينتون. اُسْتُقْبِلَ البرنامج بالقبول في الوسط السياسي. ولكن رُفِضَ البرنامج فيما بعد من قبل اللوبي الأمريكي، الجمعية الطبية الأمريكية والتأمين الصحي.
علق كاتب سيرة كلينتون جون هاريس على الموضوع قائلا إن البرنامج قد رُفِضَ نتيجة نقص الدعم المقدم من البيت الأبيض. فعلى الرغم من أن أغلبية أعضاء الكونغرس الأمريكي من الديموقراطيين، فإن الجهد المطلوب لإنشاء نظام رعاية صحية قد قل عندما فشل السياسي جورج ميتشل في كسب الأغلبية في أغسطس 1994. رغم اعتبار هذا الفشل، هو الفشل الأول في فترة ولاية كلينتون.
في نوفمبر 1993، شهد ديفيد هيل- مصدر المعلومات (شاهد الادعاء) ضد بيل كلينتون في فضيحة وايت ووتر- على أنه بينما كان محافظ لولاية أركنساس، أجبره كلينتون على توفير قرض 300,000 دولار غير شرعي لسوزان ماك دوجال، شريك كلينتون في الفضيحة. تقصت هيئة الأوراق المالية والبورصات الأمريكية في الاتهامات الموجهة ضد ماك دوجال حول دورها في المشروع والصفقة ولكن لم تُوَجِّهْ أي تهمة إلى كلينتون وزوجته. لذلك ظل الثنائي برئيين من تلك التهمة.
في ديسمبر من ذلك العام، قام ديفيد بروك من جريدة "ذا أمريكان سبيكتاتور" بنشر دعاوي ولاية أركنساس المقدمة من الجنود لاري باترسون وروجرييري فيما يعرف الآن بقضية "تروجيت" يدعي الجنود بأنهم دبروا لقاءات جنسية لكلينتون عندما كان محافظا لولايه أركنساس. زكرت القصة امرأة باسم بولا، عرف ما بعد اسمها الحقيقي "بولا جونز". اعتذر بروك بعد ذلك إلى كلينتون مصرحاً بأن الخطاب اُسْتُخْدِمَ سياسياً من قبل الصحافة السيئة، وأن الجنود كانوا طماعين ولديهم دوافع حقيرة".

_{مجلس الشيوخ الأمريكي مرر هذه سياسة "لا تسأل،لا تقل" مع دعم جميع الحزب الديمقراطي (إلا شخص واحد) و8 من الحزب الجمهوري.}
_{جميع الأحزاب موافقة}
_{حزب موافق، وحزب لم يصوت}
_{حزب موافق، حزب غير موافق}
_{حزب غير موافق، حزب لم يصوت}
_{جميع الأحزاب غير موافقة}

في ذلك الشهر أنشا كلينتون قسم الحرية الشخصية تحت بند «لا تسأل، لا تقل» والتي تعطي الحق للرجال والنساء المثليين في أن يخدموا في الجيش مع حقهم في الاحتفاظ بسرهم لأنفسهم، كما منع الجيش من التحري عن ميول أفراد الجنسية. طُوِّرَتْ السياسة بعد سماح للمثليين بدخول الجيش والكليات الحربية مع اعتراض أغلب أعضاء الكونغرس الديموقراطيين والجمهوريين بما في ذلك السيناتور جون ماكين وسام نان. وفقاً لديفيد ميكسنر، فإن دعم كلينتون لتلك القضية سَببتْ أول اختلاف بين الرئيس ونائب الرئيس آل جور، الذي صَرح بأن على الرئيس أن يترك القضية.
نددت جمعيات حقوق المثليين بكلينتون لأنه لم يكمل الطريق إلى نهايته. وطالبته بالمضي قدماً في الحصول على حقوقهم والالتزام بالوعود التي قالها أثناء حملته الانتخابية والتي حصل بدوره فيها على أصواتهم. كما طالبوه باستخدام منصبه وإصدار أمر سيادي كما فعل سالفه هاري ترومان عندما أصدر قراراً عنصرياً للجيش.
في 1 يناير 1994، وقع كلينتون على اتفاقية التجارة الحرة لأمريكا الشمالية في أول سنة له من حكم الولايات المتحدة، حيث كان هو وحلفاؤه من قادة الحزب الديموقراطي داعمين لاتفاقيات التجارة الحرة على عكس معارضوها من قادة الحزب الجمهوري. قام روس بيروت بحشد مظاهرات للحيلولة دون توقيع تلك الاتفاقية. مُرِّرَتْ الاتفاقية من قبل البيت الأبيض بعد حصولها على 234 صوت ضد 200 صوت معارض (132 جمهوري، 102 ديموقراطي مع توقيع الاتفاقية، 156 ديموقراطي، 43 جمهوري، وصوت مستقل وحيد ضد توقيع الاتفاقية) وبذلك تمت الموافقة على الاتفاقية وقام كلينتون بتوقيعها.
اتفاقية أومينوس للجريمة، والتي قام كلينتون بتوقيعها في سبتمبر 1994، سَببتْ العديد من الاختلافات في قوانين مواجهه الجريمة بما في ذلك توسيع عقوبة الإعدام لتشمل جرائم لا تؤدي إلى الوفاة بما في ذلك تجارة المخدرات على نطاق واسع.

### الولاية الثانية (1997-2001)
اقترح كلينتون مبادرةً جديدةً لتوفير تغطية صحيّة لخمسة ملايين طفل تقريبًا، وذلك في خطاب حالة الاتحاد في شهر يناير من عام 1997. تعاون كل من السيناتور الديمقراطي إدوارد كينيدي والجمهوري أورين هاتش غرانت مع هيلاري رودهام كلينتون وموظّفيها في عام 1997، إذ نجحوا في سنّ تشريعات لتشكيل البرنامج الحكومي للتأمين الصحّي للأطفال (إس. سي. إتش. أي. بّي) الذي يُعتبر بمثابة أكبر (وأنجح) إصلاح للرعاية الصحية خلال سنوات كلينتون الرئاسية. رعت هيلاري كلينتون قانون التبنّي والأسر الآمنة من خلال الكونغرس في ذلك العام، وتمكّنت من المساعدة في سنّ قانون رعاية التبنّي بعد عامين. تفاوض بيل كلينتون بشأن سنّ الكونغرس الجمهوري لقانون الميزانية المتوازنة لعام 1997. أعلن بيل كلينتون في شهر أكتوبر من عام 1997 بأنّه سيحصل على معينات سمعية بعد إصابته بفقدان السمع، نتيجةً لتقدّمه في السن وقضائه لشبابه بصفته موسيقيًا. وقّع بيل كلينتون لإقرار قانون تحديث الخدمات المالية (المعروف باسم قانون غرام-ليتش-بيلي) في عام 1999، إذ ألغى هذا القانون جزءًا من قانون غلاس-ستيغال الذي يمنع البنوك من تقديم مجموعة كاملة من خدمات الاستثمار والخدمات المصرفية التجارية وخدمات التأمين منذ سنّه في عام 1933.

#### التحقيقات
في نوفمبر 1993، زعم ديفيد هيل—مصدر الاتهامات الجنائية ضد بيل كلينتون في فضيحة وايت ووتر—أنه أثناء ولاية كلينتون محافظًا لأركنساس، ضغط على هيل لتقديم قرض غير قانوني بقيمة 300,000 دولار لسوزان ماكدوغال، شريكة كلينتون في صفقة الأراضي وايت ووتر أسفرت تحقيقات لجنة الأوراق المالية والبورصات الأمريكية عن إدانة ماكدوغال بسبب دورها في مشروع وايت ووتر، لكن كلينتون وزوجته لم يُتهموا قط، ويصر كلينتون على براءته وبراءة زوجته في هذه القضية. وجدت تحقيقات روبرت ب. فيسك وكين ستار عدم وجود أدلة كافية لمقاضاة كلينتون.

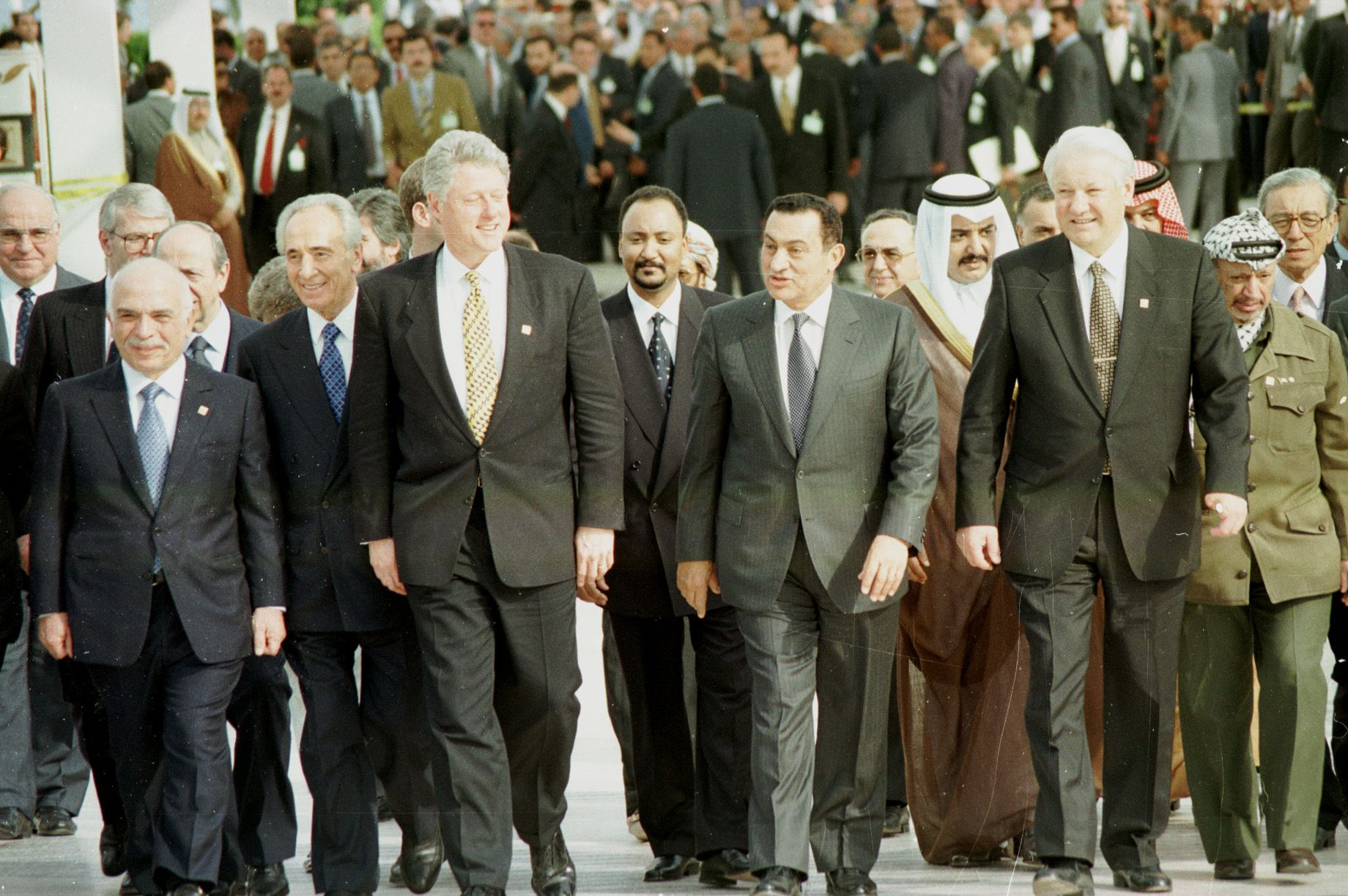
قادة العالم المشاركون في قمة شرم الشيخ لصناع السلام. من اليسار: هيلموت كول، الملك حسين، شمعون بيريز، كلينتون، حسني مبارك، بوريس يلتسين، وياسر عرفات في شرم الشيخ، مارس 1996.

نشبت جدلية ملفات مكتب التحقيقات الفيدرالي في البيت الأبيض في يونيو 1996 بشأن وصول غير مشروع للبيت الأبيض إلى وثائق تصريح الأمن الخاصة بمكتب التحقيقات الفيدرالي. قام كريج ليفينغستون، رئيس مكتب أمن الأفراد في البيت الأبيض، بطلب واستلام ملفات التقارير الخلفية من مكتب التحقيقات الفيدرالي بشكل غير قانوني دون طلب إذن من الأشخاص المعنيين؛ وكان كثير من هؤلاء من موظفي إدارات جمهورية سابقة. في مارس 2000، قرر المستشار المستقل روبرت راي عدم وجود أدلة موثوقة على ارتكاب أي جريمة. وأشار تقريره إلى أنه "لم تكن هناك أدلة جوهرية وموثوقة على تورط أي مسؤول كبير في البيت الأبيض في السعي للحصول على تلك الملفات".
في 19 مايو 1993، أقال كلينتون سبعة موظفين من مكتب السفر في البيت الأبيض. وأدى ذلك إلى جدلية مكتب السفر في البيت الأبيض رغم أن موظفي المكتب كانوا يعملون برضا الرئيس ويمكن فصلهم دون سبب. رد البيت الأبيض على الجدل بالقول إن الإقالات كانت ردًا على مخالفات مالية كشفتها تحقيقات قصيرة أجراها مكتب التحقيقات الفيدرالي. واعتبر النقاد أن الإقالات تمت للسماح لأصدقاء كلينتون بالسيطرة على أعمال السفر، وأن تدخل مكتب التحقيقات الفيدرالي لم يكن مبررًا. أصدرت لجنة الإصلاح الحكومي والرقابة في مجلس النواب تقريرًا اتهم إدارة كلينتون بعرقلة جهودها للتحقيق في القضية. وقال المستشار الخاص روبرت فيسك إن هيلاري كلينتون كانت متورطة في الإقالات وقدمت شهادة "كاذبة من الناحية الواقعية" أمام مكتب المحاسبة الحكومية، والكونغرس، والمستشار المستقل، لكنه أضاف أنه لم يكن هناك أدلة كافية للملاحقة القضائية.

#### عزله وتبرئته

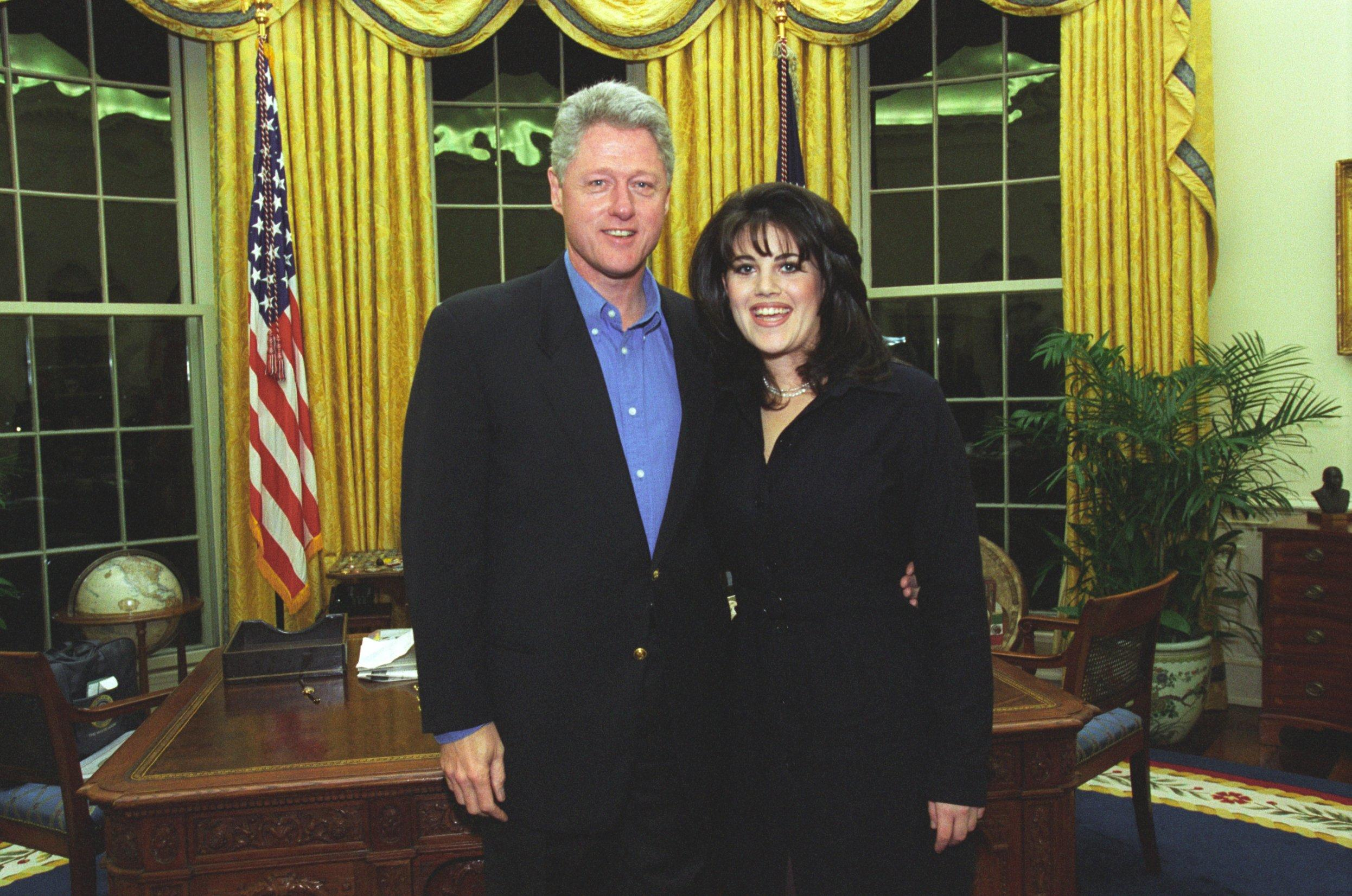
كلينتون ومونيكا لوينسكي في 28 فبراير 1997.

عُزل بيل كلينتون من منصبه بتاريخ 19 ديسمبر من عام 1998 على يد مجلس النوّاب الأمريكي. صوّت مجلس النواب 228-206 لعزله بتهمة شهادة الزور أمام هيئة المحلّفين الكبرى، وصوّتوا 212-221 لعزله بتهمة إعاقة سير العدالة. اعتُبر كلينتون ثاني الرؤساء الأمريكيين المعزولين (بعد أندرو جونسون). استندت إجراءات العزل على المزاعم القائلة بأنّ كلينتون كذب بصورة غير قانونية ليغطّي على علاقته بإحدى موظّفات البيت الأبيض (ولاحقًا وزارة الدفاع) مونيكا لوينسكي، البالغة من العمر 22 عامًا وقتها. قُدّم تقرير ستار إلى مجلس النوّاب شاملًا ما وُصف بـ «معلومات جوهرية وذات مصداقية بشأن ارتكاب الرئيس كلينتون لأعمال تشكّل أساسًا لعزله»، وبذلك بدأ مجلس النوّاب عقد جلسات استماع ضد الرئيس كلينتون قبل انتخابات التجديد النصفي. دعت القيادة الجمهورية إلى جلسة البطة العرجاء (انتقال الرئاسة من رئيس إلى رئيس آخر) في ديسمبر من عام 1998 بهدف البدء بإجراءات العزل.
انتهت جلسات استماع اللجنة القضائية في مجلس النوّاب بتصويت مباشر على أساس الاتجاهات الحزبية، بينما عُقدت مناقشة حيّة في قاعة المجلس. أصدر مجلس النوّاب حكمًا باتّهام الرئيس كلينتون بشهادة الزور وإعاقة العدالة (وذلك من خلال دعم جمهوري كبير، بالإضافة إلى حفنة من الأصوات الديمقراطية). تعود تهمة شهادة الزور إلى شهادة كلينتون أمام جلسة لهيئة المحلّفين الكبرى، التي عُقدت للتحقيق في تهمة شهادة الزور التي يُعتقد بأنّه ارتكبها في إفادته تحت اليمين خلال دعوى بولا جونز بشأن التحرّش الجنسي جونز ضد كلينتون. استندَت تهمة إعاقة العدالة إلى أفعاله لإخفاء علاقته مع لوينسكي قبل الإفادة وبعدها.

#### العفو وتخفيف الأحكام
أصدر كلينتون 141 عفوًا و36 تخفيفًا للأحكام في آخر يوم له في المنصب بتاريخ 20 يناير 2001. أثارت قضية مارك ريتش جدلًا والاتهامات بأن شقيق هيلاري كلينتون، هيو رود هام، تلقى مبالغ مالية مقابل التأثير على قرارات الرئيس بشأن العفو. تم تعيين المدعية الفيدرالية ماري جو وايت للتحقيق في عفو ريتش، ولاحقًا تم استبدالها بجيمس كومي، الذي كان وقتها جمهوريًا. ولم تجد التحقيقات أي مخالفات من جانب كلينتون.] كما عفى كلينتون عن أربعة مدانين في فضيحة وايت ووتر، وهم كريس ويد، وسوزان مكدوغال، وستيفن سميث، وروبرت دبليو بالمر، وجميعهم كانوا مرتبطين بكلينتون عندما كان محافظًا لأركنساس. كما شمل العفو أيضًا وزير الإسكان والتنمية الحضرية السابق في إدارة كلينتون، هنري سيسنيروس، الذي اعترف بالكذب على مكتب التحقيقات الفيدرالي.

#### جدل تمويل الحملات الانتخابية
في فبراير 1997، تبيّن من خلال وثائق أفرجت عنها إدارة كلينتون أن 938 شخصًا أقاموا في البيت الأبيض، وأن 821 منهم قد تبرعوا للحزب الديمقراطي، وحصلوا نتيجة لذلك على فرصة الإقامة في غرفة لينكولن. ومن بين المتبرعين ستيفن سبيلبرغ، وتوم هانكس، وجين فوندا، وجودي كولينز. كما حظي كبار المتبرعين بلعب جولات غولف وجلسات ركض صباحية مع كلينتون نتيجة مساهماتهم. وطالب ترينت لوت وزيرة العدل جانيت رينو بالتحقيق في المسألة، لكنها رفضت ذلك.
وفي عام 1996، تبيّن أن عددًا من الأجانب الصينيين قدموا تبرعات لحملة إعادة انتخاب كلينتون واللجنة الوطنية الديمقراطية بدعم من جمهورية الصين الشعبية. وقد حاول بعضهم أيضًا التبرع لصندوق الدفاع القانوني الخاص بكلينتون. وقد شكّل ذلك انتهاكًا للقانون الأمريكي الذي يحظر على غير المواطنين تقديم تبرعات للحملات الانتخابية. كما يُزعم أن كلينتون ونائبه آل غور التقيا بالمتبرعين الأجانب. وقد خلص تحقيق جمهوري بقيادة فريد تومبسون إلى أن الحكومة الصينية استهدفت كلينتون. غير أن عضوي مجلس الشيوخ الديمقراطيين جو ليبرمان وجون غلين قالا إن الأدلة أظهرت أن الصين استهدفت فقط انتخابات الكونغرس، وليس الانتخابات الرئاسية.

## الشؤون العسكرية والخارجية

#### الصومال

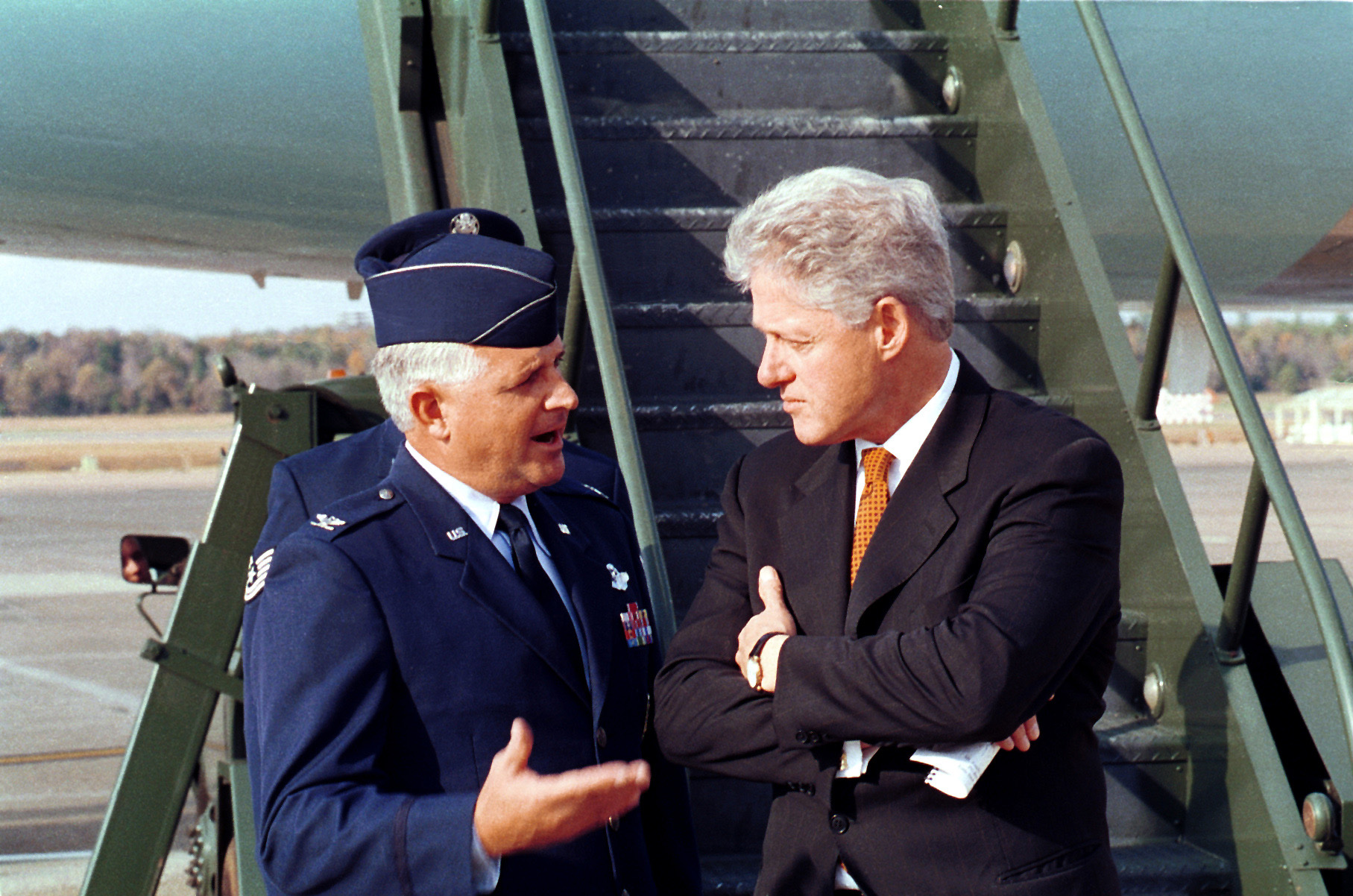
العقيد بول فليتشر من القوات الجوية الأمريكية وكلينتون يتحدثان قبل صعودهما إلى طائرة القوات الجوية 4 نوفمبر 1999

دخلت القوات الأمريكية الصومال لأول مرة خلال إدارة بوش استجابة لأزمة إنسانية وحرب أهلية. على الرغم من أن التدخل الأولي كان للمساعدة في الجهود الإنسانية، فقد غيرت إدارة كلينتون أهداف المهمة وبدأت تتبع سياسة تهدف إلى تحييد أمراء الحرب الصوماليين. في عام 1993، خلال معركة مقديشو، تم إسقاط مروحيتين أمريكيتين بواسطة هجمات بصواريخ قاذفة على دوارات الذيل، مما حاصر الجنود خلف خطوط العدو. وأسفر ذلك عن معركة حضرية قتل فيها 18 جنديًا أمريكيًا، وجُرح 73 آخرون، وأُسر جندي واحد. عرضت برامج الأخبار التلفزيونية مشاهد لمؤيدي أمير الحرب محمد عيديد وهم يدنسون جثث الجنود. أدى رد الفعل العكسي الناتج عن الحادث إلى تراجع الدعم للتدخل الأمريكي في البلاد وتزامن ذلك مع استخدام أكثر حذرًا للقوات طوال فترة إدارة كلينتون. بعد مراجعة لاحقة لسياسة الأمن القومي، تم سحب القوات الأمريكية من الصومال، وتم التعامل مع النزاعات اللاحقة بعدد أقل من الجنود على الأرض.

#### رواندا
في أبريل 1994، اندلعت الإبادة الجماعية في رواندا. تشير تقارير استخباراتية إلى أن كلينتون كان على علم بأن "الحل النهائي للقضاء على جميع التوتسيين" كان جارياً، قبل وقت طويل من أن تستخدم الإدارة علنًا كلمة "إبادة جماعية". وبخوفه من تكرار ما حدث في الصومال في العام السابق، اختار كلينتون عدم التدخل. وقد وصف كلينتون فشله في التدخل بأنه أحد أبرز إخفاقاته في السياسة الخارجية، قائلاً: "لا أعتقد أننا كنا سنتمكن من إنهاء العنف، لكن أعتقد أننا كنا قادرين على تقليله. وأنا أندم على ذلك."

#### البوسنة والهرسك

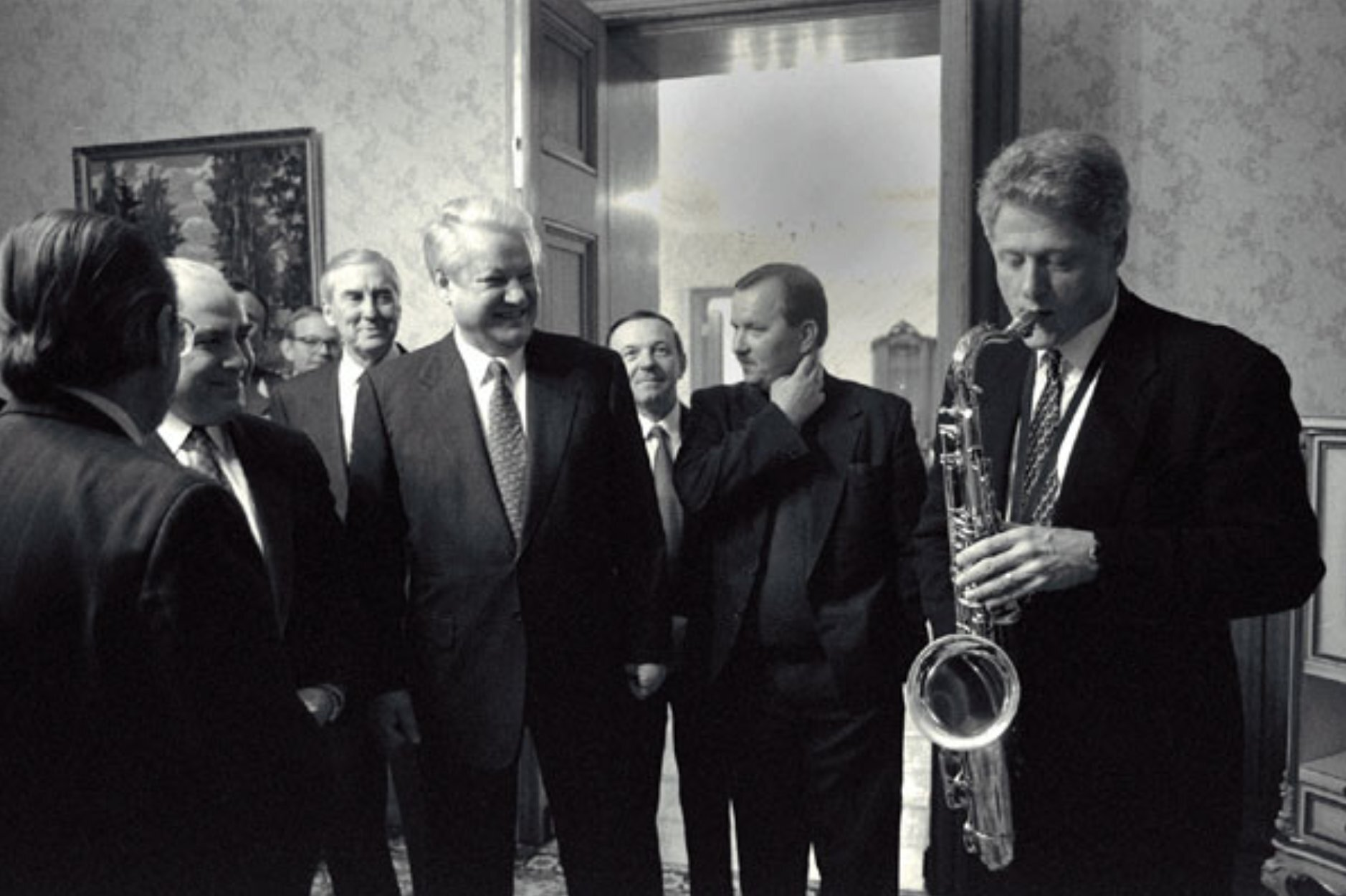
كلينتون يعزف على الساكسفون الذي أهداه إياه الرئيس الروسي بوريس يلتسين خلال عشاء خاص في روسيا، في 13 يناير 1994.

في عامي 1993 و1994، ضغط كلينتون على قادة غرب أوروبا لتبني سياسة عسكرية قوية ضد الصرب البوسنيين خلال حرب البوسنة. واجهت هذه الاستراتيجية معارضة شديدة من الأمم المتحدة، وحلفاء الناتو، والجمهوريين في الكونغرس، مما دفع كلينتون إلى تبني نهج أكثر دبلوماسية. في عام 1995، قامت الطائرات الأمريكية وطائرات الناتو بقصف أهداف الصرب البوسنيين لوقف الهجمات على مناطق السلام التابعة للأمم المتحدة ولضغطهم على قبول اتفاق سلام ينهي حرب البوسنة. ونشر كلينتون قوات حفظ السلام الأمريكية في البوسنة في أواخر عام 1995، لتنفيذ اتفاق دايتون اللاحق.

#### محادثات السلام في أيرلندا
في عام 1992، قبل توليه الرئاسة، اقترح كلينتون إرسال مبعوث سلام إلى أيرلندا الشمالية، لكن تم التراجع عن الفكرة لتجنب توتر العلاقات مع الحكومة البريطانية. وفي نوفمبر 1995، وخلال وقفٍ لإطلاق النار في فترة "الاضطرابات"، أصبح كلينتون أول رئيس أميركي يزور أيرلندا الشمالية، حيث تفقد المجتمعين المنقسمين في بلفاست.
ورغم الانتقادات من جانب الوحدويين، استغل كلينتون زيارته كوسيلة للتفاوض على إنهاء الصراع العنيف، ولعب دورًا محوريًا في محادثات السلام التي أفضت إلى اتفاق الجمعة العظيمة عام 1998

#### إيران

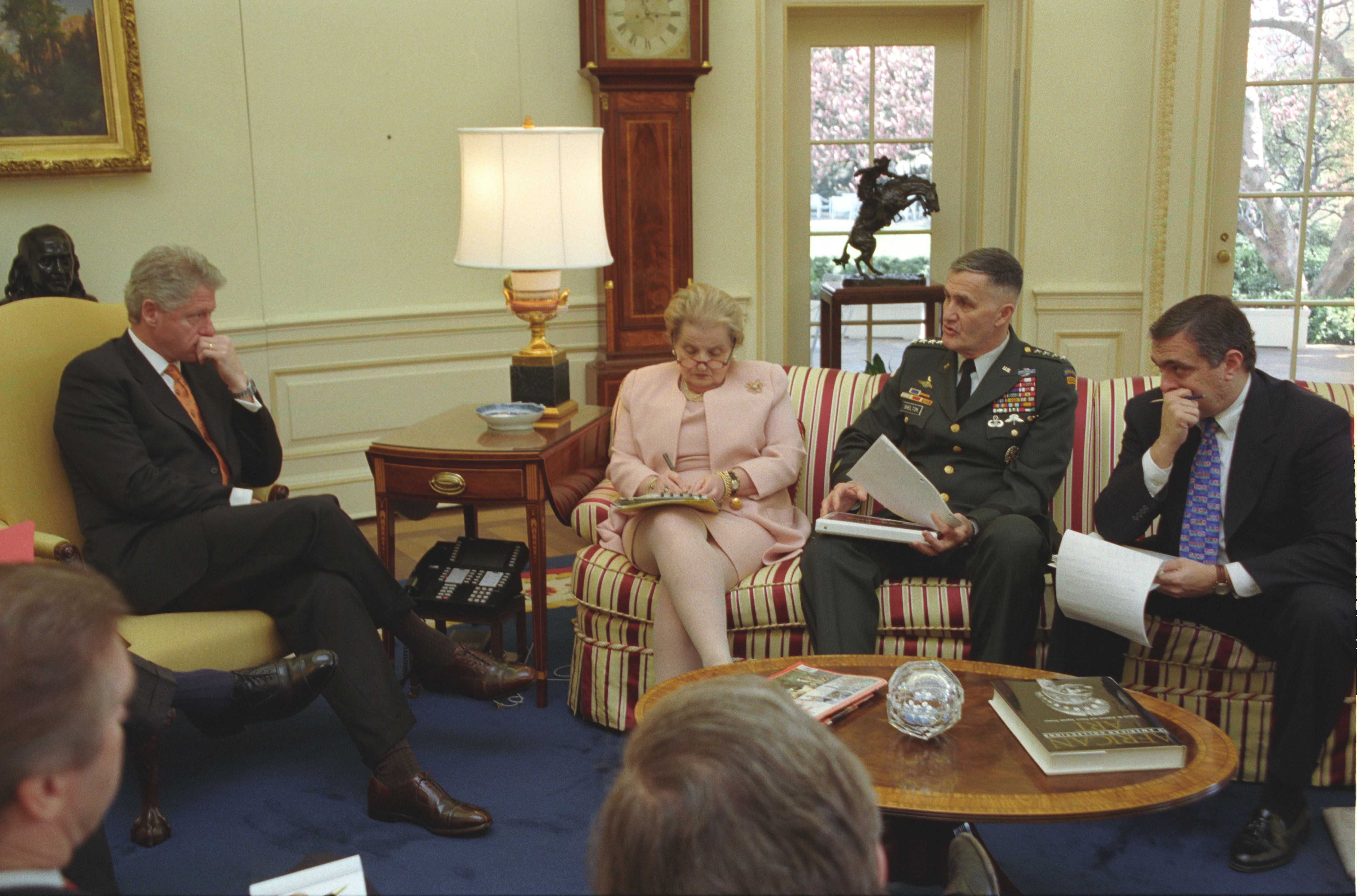
كلينتون في البيت الأبيض خلال إحاطة حول كوسوفو، 31 مارس 1999.

سعى كلينتون إلى مواصلة سياسة إدارة بوش الرامية إلى الحد من النفوذ الإيراني في الشرق الأوسط، وهي السياسة التي تمثلت في استراتيجية "الاحتواء المزدوج". وفي عام 1994، صرّح كلينتون بأن إيران "دولة راعية للإرهاب" و"دولة مارقة"، وكان ذلك أول استخدام لهذا المصطلح من قبل رئيس أميركي. أعقبت ذلك أوامر تنفيذية فرضت عقوبات شديدة على قطاع النفط الإيراني، ومنعت تقريبًا جميع أشكال التجارة بين الشركات الأميركية والحكومة الإيرانية.
وفي فبراير 1996، وافقت إدارة كلينتون على دفع مبلغ 131.8 مليون دولار لإيران (ما يعادل 264.24 مليون دولار بقيمة 2024)، كجزء من تسوية لإنهاء قضية رفعتها إيران عام 1989 ضد الولايات المتحدة أمام محكمة العدل الدولية، بعد إسقاط طائرة الخطوط الجوية الإيرانية الرحلة 655 من قبل طراد صواريخ موجّه تابع للبحرية الأميركية.

#### العراق
في خطاب حالة الاتحاد لعام 1998، حذّر بيل كلينتون الكونغرس من أن الديكتاتور العراقي صدام حسين كان يبني ترسانة من الأسلحة الكيميائية والبيولوجية والنووية. ومع ذلك، لم يكن هناك أي دليل يدعم هذا الادعاء.

بيل كلينتون والرئيس الفرنسي جاك شيراك في قصر الإليزيه، باريس، فرنسا. 17 يونيو 1999

في 31 أكتوبر 1998، وقع كلينتون على "قانون تحرير العراق"، الذي نص على اتباع سياسة "تغيير النظام" في العراق، رغم أنه أوضح صراحة أن هذا القانون لا يجيز التدخل العسكري المباشر من قبل القوات الأميركية.
عقب ذلك، شنّت الإدارة الأميركية حملة قصف استمرت أربعة أيام أُطلق عليها اسم "عملية ثعلب الصحراء"، وذلك بين 16 و19 ديسمبر 1998. وفي ختام العملية، أعلن كلينتون: "ما دام صدام في السلطة، سيبقى تهديدًا لشعبه، ولمنطقته، وللعالم. يجب علينا، مع حلفائنا، أن نواصل استراتيجية احتوائه وتقييد برنامجه لأسلحة الدمار الشامل، مع العمل نحو اليوم الذي يكون فيه للعراق حكومة راغبة في العيش بسلام مع شعبها وجيرانها".
وفي عام 1999، شنت الطائرات الأميركية والبريطانية هجمات على الدفاعات الجوية العراقية المعادية في مناطق حظر الطيران 166 مرة، وكررت الهجمات 78 مرة في عام 2000.

#### أسامة بن لادن
كان القبض على أسامة بن لادن هدفًا للحكومة الأميركية خلال رئاسة بيل كلينتون (واستمر هذا الهدف حتى مقتل بن لادن في عام 2011). وعلى الرغم من ادعاءات منصور إعجاز [الإنجليزية] ومسؤولين سودانيين بأن الحكومة السودانية عرضت اعتقال وتسليم بن لادن، وأن السلطات الأميركية رفضت هذا العرض في كل مرة، فإن تقرير لجنة 11 سبتمبر أفاد بأنه "لم نعثر على أي دليل موثوق يدعم الادعاء السوداني".
أمر كلينتون بعدة عمليات عسكرية لاعتقال أو قتل بن لادن بعد تحذير أصدرته وزارة الخارجية الأميركية عام 1996 بشأن بن لادن، وتفجيرات عام 1998 التي استهدفت السفارتين الأميركيتين في شرق إفريقيا ونفذتها القاعدة (والتي أسفرت عن مقتل 224 شخصًا، بينهم 12 أميركيًا)، لكن جميعها باءت بالفشل. وفي أغسطس 1998، أمر كلينتون بتنفيذ ضربات بصواريخ كروز ضد أهداف إرهابية في أفغانستان والسودان، استهدفت مصنع الشفاء للأدوية في السودان، الذي اشتُبه في أنه يساعد بن لادن في تصنيع أسلحة كيميائية، بالإضافة إلى معسكرات تدريب تابعة له في أفغانستان. وقد أدى الهجوم إلى تدمير المصنع، وأسفر عن مقتل موظف واحد وإصابة 11 آخرين.
وبعد تدمير المصنع، شهد السودان نقصًا في الأدوية، إذ كان المصنع يوفر 50٪ من احتياجات البلاد الدوائية، بما في ذلك دواء الكلوروكين المستخدم لعلاج الملاريا. وقد أقرّ مسؤولون أميركيون لاحقًا بأنه لم يكن هناك دليل على أن المصنع كان ينتج أو يخزّن غاز الأعصاب. وقد أثار الهجوم انتقادات من صحفيين وأكاديميين من بينهم كريستوفر هيتشنز، وسيمور هيرش، وماكس تايلور، وآخرون.

#### كوسوفو
في خضم حملة قمع عنيفة شنّتها جمهورية يوغوسلافيا الاتحادية ضد الانفصاليين الألبان في إقليم كوسوفو، وافق الرئيس بيل كلينتون على استخدام القوات المسلحة الأميركية في حملة قصف شنها حلف شمال الأطلسي (الناتو) ضد يوغوسلافيا عام 1999، وأُطلق على العملية اسم "قوة الحلفاء". وكان السبب المعلن للتدخل هو وقف عمليات التطهير العرقي (وما وصفته إدارة كلينتون بالإبادة الجماعية) التي كانت تستهدف الألبان على يد وحدات يوغوسلافية مضادة للتمرد.
وقد أشرف الجنرال ويسلي كلارك، القائد الأعلى لقوات الناتو، على المهمة. ومع صدور قرار مجلس الأمن الدولي رقم 1244، انتهت حملة القصف في 10 يونيو 1999، ونص القرار على وضع كوسوفو تحت إدارة الأمم المتحدة والسماح بنشر قوة لحفظ السلام في الإقليم.
أعلنت الناتو أن جميع جنودها نَجوا من العمليات القتالية، رغم مقتل جنديين في حادث تحطم مروحية أباتشي. وقد انتقد صحفيون في وسائل الإعلام الرائجة توصيف الإدارة الأميركية للأحداث بأنها "إبادة جماعية"، واعتبروا ذلك مبالغًا فيه وغير دقيق. وقبل بدء حملة القصف في 24 مارس 1999، أشارت التقديرات إلى أن عدد المدنيين الذين قُتلوا في النزاع الذي استمر أكثر من عام في كوسوفو بلغ نحو 1,800 قتيل، وادعى المنتقدون أن الأدلة على وجود إبادة جماعية كانت قليلة أو غير موجودة.
وفي تحقيق أُجري بعد الحرب، ذكرت منظمة الأمن والتعاون في أوروبا أن "أنماط الطرد والزيادة الهائلة في أعمال النهب والقتل والاغتصاب والاختطاف والتخريب بدأت بشكل ملحوظ بعد بدء حملة الناتو الجوية في 24 مارس".
وفي عام 2001، حكمت المحكمة العليا في كوسوفو، الخاضعة لإشراف الأمم المتحدة، بأن الإبادة الجماعية (أي النية في تدمير شعب ما) لم تحدث، لكنها اعترفت بوجود "حملة منهجية من الإرهاب، شملت القتل والاغتصاب والحرق وسوء المعاملة الشديدة" بهدف إرغام السكان الألبان على مغادرة الإقليم.
وقد استُخدم مصطلح "التطهير العرقي" كبديل عن "الإبادة الجماعية" للدلالة على القتل والتهجير القسري بدوافع عرقية، رغم أن المنتقدين يرون أن الفارق بين المصطلحين ليس كبيرًا. أما سلوبودان ميلوشيفيتش، رئيس يوغوسلافيا آنذاك، فقد أُحيل لاحقًا إلى المحكمة الجنائية الدولية الخاصة بيوغوسلافيا السابقة في لاهاي بتهم تشمل الجرائم ضد الإنسانية وجرائم الحرب لدوره في الحرب. وقد تُوفي في عام 2006 قبل انتهاء محاكمته.

#### الصين
سعى بيل كلينتون إلى تعزيز التجارة مع الصين، حيث عمل على تقليل الرسوم الجمركية على الواردات الصينية ومنح الصين صفة "الدولة الأكثر رعاية" في عام 1993. وعلى الرغم من أن إدارة كلينتون ربطت في البداية تمديد هذه الصفة بتحسين أوضاع حقوق الإنسان، فإن كلينتون قرر في نهاية المطاف تمديدها رغم عدم إحراز تقدم في المجالات التي حُددت مسبقًا، بما في ذلك حرية الهجرة، ومعاملة السجناء بما يتماشى مع معايير حقوق الإنسان الدولية، والامتثال لقرارات الأمم المتحدة المتعلقة بحقوق الإنسان وغيرها من البنود.
تدهورت العلاقات بشكل مؤقت في مايو 1999 بعد قصف الطائرات الأميركية للسفارة الصينية في بلغراد أثناء حملة حلف الناتو على يوغوسلافيا. وقد قدّم كلينتون اعتذارًا عن الحادث، مؤكدًا أنه كان غير مقصود.
وفي 10 أكتوبر 2000، وقّع كلينتون على "قانون العلاقات بين الولايات المتحدة والصين لعام 2000"، الذي منح الصين صفة "العلاقات التجارية الطبيعية الدائمة" (PNTR). وادعى الرئيس أن التجارة الحرة ستفتح المجال تدريجيًا أمام الإصلاحات الديمقراطية في الصين.
وأثناء حثّه الكونغرس على الموافقة على الاتفاقية وانضمام الصين إلى منظمة التجارة العالمية، قال كلينتون إن زيادة التبادل التجاري مع الصين ستخدم المصالح الاقتصادية الأميركية، مضيفًا: «من الناحية الاقتصادية، يُعادل هذا الاتفاق شارعًا باتجاه واحد، إذ يلزم الصين بفتح أسواقها — والتي تضم خُمس سكان العالم وقد تُصبح الأكبر عالميًا — أمام منتجاتنا وخدماتنا بطرق غير مسبوقة».

#### الصراع الفلسطيني-الإسرائيلي

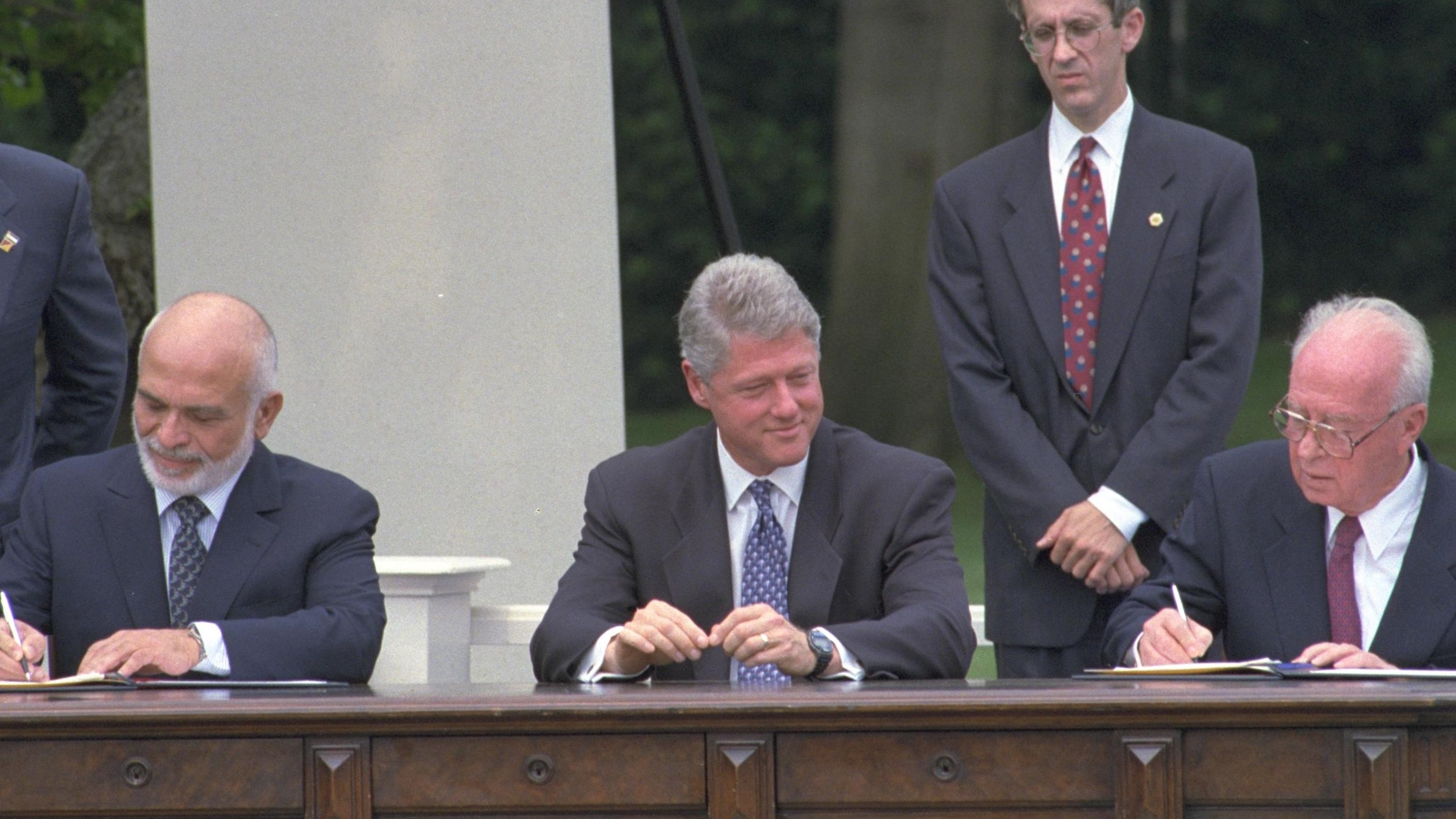
كلينتون مع الحسين بن طلال ملك الأردن وإسحاق رابين رئيس وزراء إسرائيل أثناء توقيع معاهدة السلام الأردنية الإسرائيلية، في 25 يوليو 1994.
حاول كلينتون إنهاء الصراع الفلسطيني–الإسرائيلي. وقد أدّت مفاوضات سرّية توسط فيها كلينتون بين رئيس الوزراء الإسرائيلي إسحاق رابين ورئيس منظمة التحرير الفلسطينية ياسر عرفات إلى إعلان تاريخي للسلام في سبتمبر 1993، عُرف بـ«اتفاقات أوسلو»، ووقّع الطرفان عليها في البيت الأبيض في 13 سبتمبر. أدّى هذا الاتفاق لاحقًا إلى معاهدة السلام بين إسرائيل والأردن عام 1994، ومذكرة واي ريفر في أكتوبر 1998، إلا أن ذلك لم يُنهِ الصراع. كما جمع كلينتون رئيس الوزراء الإسرائيلي إيهود باراك ورئيس السلطة الفلسطينية ياسر عرفات في منتجع كامب ديفيد خلال قمة كامب ديفيد عام 2000، والتي استمرت 14 يومًا في يوليو. وبعد محاولة أخرى في ديسمبر 2000 في قاعدة بولينغ الجوية، قدّم خلالها الرئيس ما عُرف بـ«معايير كلينتون»، انهارت العملية تمامًا بعد انتهاء قمة طابا واندلاع الانتفاضة الفلسطينية الثانية.

## التعيينات القضائية
عيَّن كلينتون قاضيين في المحكمة العليا: روث بادر غينسبيرغ في عام 1993، وستيفن براير في عام 1994. وقد واصل كلا القاضيين الخدمة حتى عقد 2020، مما شكّل إرثًا قضائيًا دائمًا لرئاسة كلينتون.
وكان كلينتون أول رئيس في التاريخ يُعيّن عددًا من القضاة من النساء والأقليات يفوق عدد القضاة من الذكور البيض في المحاكم الفيدرالية. وخلال فترة ولايته التي امتدت لثماني سنوات، كان 11.6٪ من مرشحيه لمحاكم الاستئناف و17.4٪ من مرشحيه لمحاكم المقاطعات من السود؛ بينما كانت 32.8٪ من مرشحيه لمحاكم الاستئناف و28.5٪ من مرشحيه لمحاكم المقاطعات من النساء.

## الرأي العام

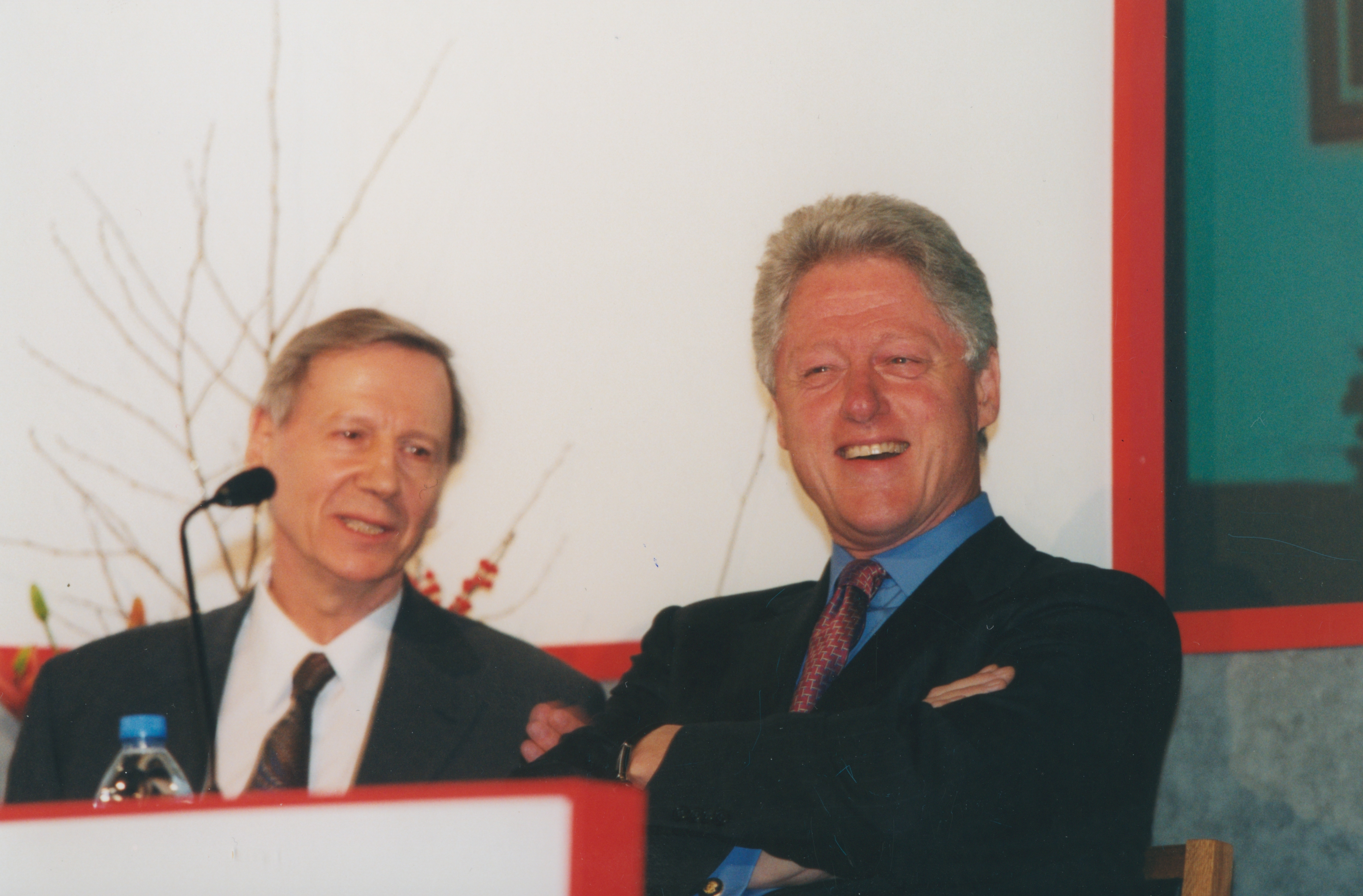
عالم الإجتماع أنتوني غيدنز والرئيس الأمريكي بيل كلينتون في مؤتمر لحزب الديموقراطيين الجدد «الطريق الثالث»
خلال فترة ولايته الأولى، تراوحت نسبة تأييد أداء بيل كلينتون بين 40% و50%. أما في ولايته الثانية، فكانت نسبة تأييده مستقرة في نطاق يتراوح بين أواخر الخمسينات وأواخر الستينات. وبعد إجراءات مساءلته في عامي 1998 و1999، بلغت شعبيته أعلى مستوياتها. ووفقًا لاستطلاع مشترك أجرته سي بي إس نيوز ونيويورك تايمز، غادر كلينتون منصبه بنسبة تأييد بلغت 68%، وهي نفس النسبة التي حصل عليها كل من رونالد ريغان وفرانكلين روزفلت، وتُعد من أعلى نسب التأييد لرؤساء يغادرون المنصب في العصر الحديث. وقد بلغت نسبة تأييده في استطلاع غالوب خلال الربع الأخير من ولايته 61%، وهي أعلى نسبة يحصل عليها أي رئيس في ربع ولايته الأخير خلال خمسين عامًا. كما عرّف 47% من المشاركين في الاستطلاع أنفسهم بأنهم من مؤيدي كلينتون.
وعند خروجه من البيت الأبيض، أظهر استطلاع أجرته سي إن إن وUSA Today وغالوب أن 45% من الأمريكيين قالوا إنهم سيشتاقون له؛ فيما رأى 55% أنه "لا يزال لديه ما يقدمه ويجب أن يظل نشطًا في الحياة العامة"، بينما اعتقد 68% أنه سيُذكر أكثر بسبب "تورطه في فضائح شخصية" وليس من أجل "إنجازاته"، وأجاب 58% بـ "لا" عندما سُئلوا: "هل تعتقد عمومًا أن بيل كلينتون صادق وجدير بالثقة؟". ومع ذلك، نفس النسبة (58%) قالت إنه سيُذكر كرئيس "متميز" أو "فوق المتوسط"، بينما رأى 22% أنه سيُذكر كـ"أقل من المتوسط" أو "سيئ". وقد وصفت شبكة ABC News الإجماع الشعبي على كلينتون بالقول: "لا يمكنك الوثوق به، أخلاقه ضعيفة، لكنه قام بعمل ممتاز". وأظهرت استطلاعات الرأي خلال ولايته الأولى أن نحو 7 من كل 10 أمريكيين اعتقدوا أن وسائل الإعلام تعاملت معه بشكل غير عادل فيما يتعلق بعيوبه الشخصية.

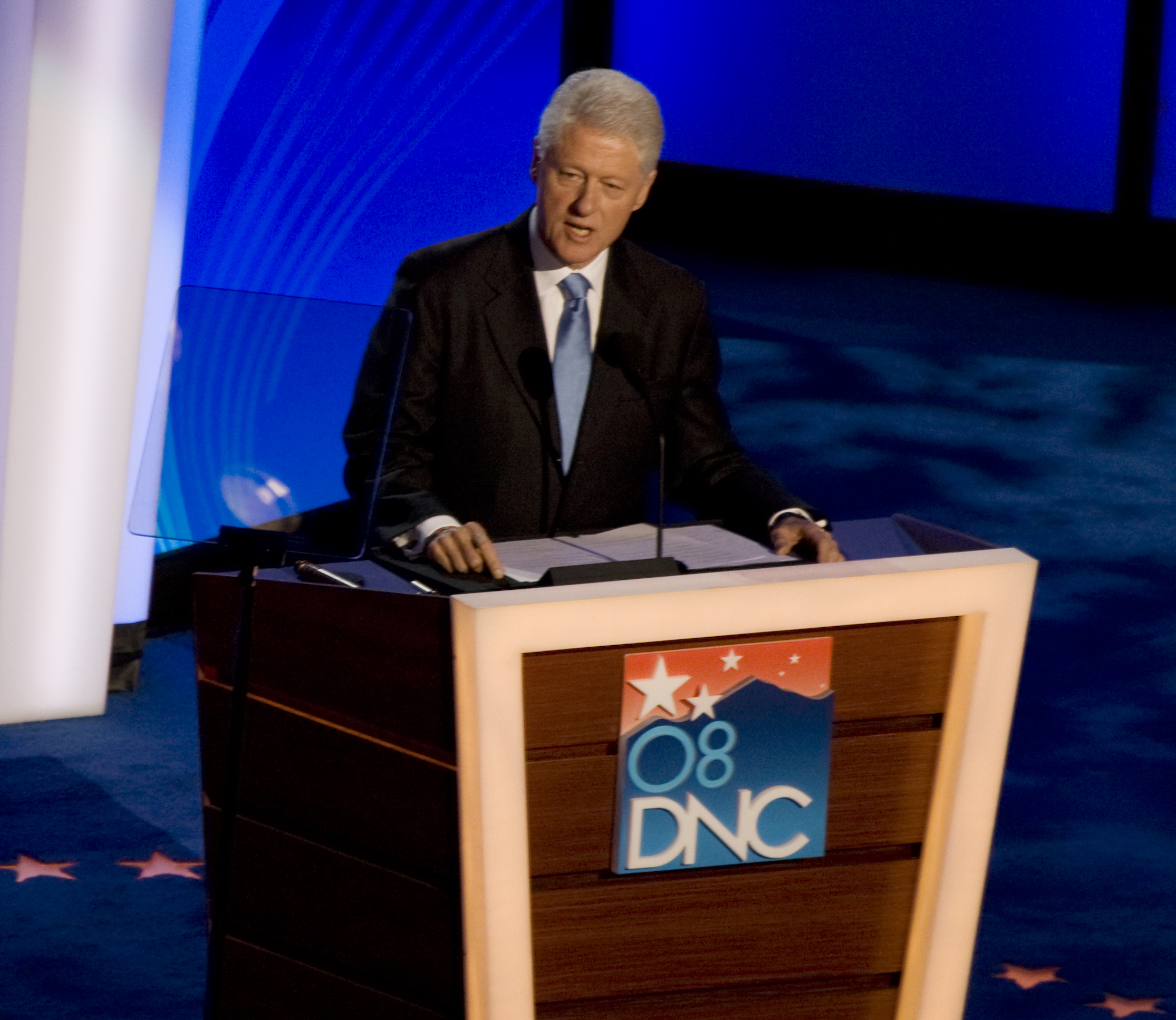
كلينتون يتحدث في المؤتمر الوطني الديمقراطي لعام 2008.

وبعد عام من مغادرته المنصب، أظهر استطلاع لـغالوب أن 51% من المستطلعين أقروا بأنهم يوافقون على أداء كلينتون العام خلال رئاسته وفي مايو 2006، أظهر استطلاع أجرته سي إن إن أن أغلبية قوية من المشاركين يرون أن كلينتون قدّم أداءً أفضل من خلفه جورج دبليو بوش في ستة مجالات مختلفة شملها الاستطلاع. كما كشف استطلاع لـغالوب في يونيو 2006 أن 61% من الأمريكيين قالوا إنهم يوافقون على أداء كلينتون كرئيس، وهي زيادة بمقدار 10 نقاط عن استطلاع عام 2002. وأظهرت استطلاعات غالوب في عامي 2007 و2011 أن 13% من الأمريكيين اعتبروا كلينتون أعظم رئيس في تاريخ الولايات المتحدة.
وفي عام 2010، أفاد 69% من المشاركين في استطلاع غالوب بأنهم يوافقون على أداء كلينتون كرئيس، بما في ذلك 47% من الجمهوريين و68% من المستقلين. وقد عُزي هذا الارتفاع المفاجئ في شعبيته إلى مقارنته بالرئيس الديمقراطي آنذاك باراك أوباما، الذي كانت معدلات تأييده منخفضة في تلك الفترة. وفي عام 2014، أظهر استطلاع أجرته جامعة كوينيبياك أن 18% من الناخبين الأمريكيين اعتبروا كلينتون أفضل رئيس منذ الحرب العالمية الثانية، ما جعله يحتل المرتبة الثالثة بين أكثر الرؤساء شعبية بعد الحرب، خلف جون كينيدي ورونالد ريغان. وأظهر الاستطلاع نفسه أن 3% فقط من الناخبين الأمريكيين اعتبروا كلينتون أسوأ رئيس منذ الحرب العالمية الثانية.
وفي استطلاع أجراه واشنطن بوست عام 2015، طلبت الصحيفة من 162 باحثًا في العلوم السياسية، أعضاء في الجمعية الأمريكية للعلوم السياسية، تصنيف رؤساء الولايات المتحدة حسب "العظمة". وقد احتل كلينتون المرتبة الثامنة بتقييم بلغ 70%.

## الصورة العامة
كان بيل كلينتون أول رئيس ينتمي إلى جيل البيبي بومرز. أشار المؤلفان مارتن ووكر وبوب وودوارد إلى أن استخدام كلينتون الذكي للحوارات المختصرة الجاهزة للإعلام، وشخصيته الجذابة، واستراتيجيته في الحملات الانتخابية التي تركز على صورة عامة إيجابية، كانت عوامل أساسية وراء ارتفاع نسب تأييده بين الجمهور. عندما ظهر كلينتون يعزف على آلة الساكسفون في برنامج "أرسينيو هول"، وصفه بعض المحافظين الدينيين بلقب "رئيس إم تي في".كما أطلق عليه معارضوه لقب "ويلي الماكر"، وهو لقب أُطلق عليه لأول مرة في عام 1980 من قبل الصحفي بول غرينبرغ، الذي اعتبر أن كلينتون يتخلى عن السياسات التقدمية التي اتبعها أسلافه من حكام أركنساس مثل وينثروب روكفلر ودايل بامبرز. استمر استخدام هذا اللقب طوال فترة رئاسته. وبسبب أسلوبه الشعبي والعفوي، عرف بلقب "بابا" بدءًا من انتخابات عام 1992. ومنذ عام 2000، أصبح يُشار إليه أيضاً بلقب "الكلب الكبير". لعب دورًا بارزًا في دعم حملة باراك أوباما خلال انتخابات 2012، وألقى خطابًا مهمًا في المؤتمر الوطني الديمقراطي حيث رشح أوباما رسميًا وانتقد منافسه الجمهوري ميت رومني وسياسات الحزب الجمهوري، مما أكسبه لقب "المفسر الرئيسي".
حظي كلينتون بدعم واسع من المجتمع الأمريكي من أصل أفريقي، وكان يحرص على أن يكون تحسين العلاقات العرقية من أبرز أولويات رئاسته. في عام 1998، وصفت الحائزة على جائزة نوبل، توني موريسون، كلينتون بأنه "أول رئيس أسود" قائلة إنه يجسد العديد من الصفات التي ترتبط عادةً بالسود، مثل نشأته في أسرة ذات والد واحد، وولادته في بيئة فقيرة، وانتمائه للطبقة العاملة، وحبه للساكسفون، والأطعمة السريعة مثل ماكدونالدز. وأشارت موريسون إلى أن حياة كلينتون الجنسية كانت موضوع تدقيق وانتقاد أكثر من إنجازاته المهنية، واعتبرت أن هذا يعكس الصور النمطية والمعايير المزدوجة التي غالبًا ما يواجهها السود. لكن كثيرين رأوا أن هذا التشبيه كان مجحفًا وغير عادل لكل من كلينتون والمجتمع الأمريكي الأفريقي.

### مزاعم سوء السلوك الجنسي
رَفَعت بولا جونز دعوى قضائية على كلينتون بتهمة التحرش الجنسي عام 1994. واتهمته بالقيام بمحاولات إغواء جنسي غير مرغوبة عام 1991، ولكن كلينتون أنكر هذه الادعاءات. أسقطت القاضية سوزان ويبر رايت القضية في بادئ الأمر خلال شهر أبريل من عام 1998 بداعي افتقارها للأهلية القانونية. وطعنت جونز بقرار القاضية ويبر رايت وحصلت دعوتها القضائية على بعض الزخم بعد اعتراف كلينتون بإقامته لعلاقة جنسية مع مونيكا لوينسكي في أغسطس عام 1998. أعلن محامون يمثلون بولا جونز عن إصدارهم لمجموعة من وثائق المحاكم التي زعمت وجود نمط من التحرش الجنسي مارسه كلينتون حينما كان حاكماً لولاية أركنساس. وصف المحامي الرئيسي لكلينتون عن القضية روبرت بينيت الوثائق الصادرة بأنها «حزمة من الأكاذيب» و«حملة منظمة لتشويه رئيس الولايات المتحدة» يمولها أعداء كلينتون على الساحة السياسية. وافق كلينتون على إجراء تسوية مالية مع جونز خارج نطاق المحكمة ودفع لها مبلغ 850,000 دولار.

### العلاقات المزعومة
اعترف كلينتون بوجود علاقات خارج إطار الزواج مع المغنية جينيفر فلاورز ومونيكا لوينسكي. كما ادعت الممثلة إليزابيث غرايسن والفائزة بلقب ملكة جمال أركنساس سالي بيرديو، ودولي كايل براونينغ أنهن أجرين علاقات مع كلينتون خلال فترة ولايته كحاكم لأركنساس. لاحقًا، قامت براونينغ برفع دعوى قضائية ضد كلينتون، وبروس ليندسي، وروبرت س. بينيت، وجين ماير، متهمةً إياهم بالتآمر لمحاولة منعها من نشر كتاب يستند بشكل غير مباشر إلى علاقتها مع كلينتون ومحاولة تشويهه. ومع ذلك، تم رفض دعوى براونينغ.

## مرحلة ما بعد الرئاسة (2001 - حتى الآن)

### النشاطات حتى حملة 2008
في عام 2002، حذّر بيل كلينتون من أن اتخاذ إجراء عسكري استباقي ضد العراق قد يؤدي إلى عواقب غير مرغوبة، وادعى لاحقًا أنه عارض حرب العراق منذ بدايتها، رغم وجود خلافات حول هذا الادعاء. في 2005، انتقد إدارة جورج بوش في مؤتمر الأمم المتحدة لتغير المناخ في مونتريال بسبب تعاملها مع قضية خفض الانبعاثات.

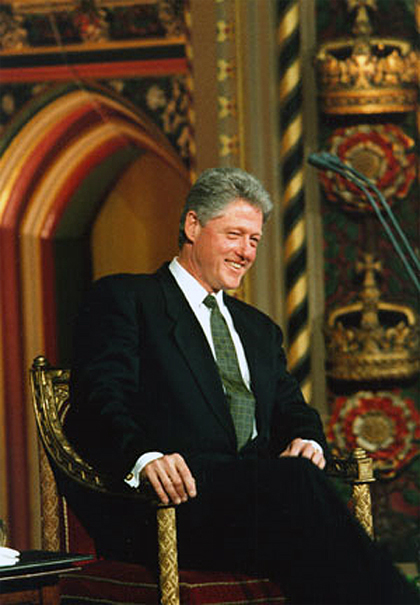
كلينتون يلقي خطابًا أمام البرلمان البريطاني في 29 نوفمبر 1995.

تم تدشين مركز وليام ج. كلينتون الرئاسي والحديقة في ليتل روك، أركنساس، في عام 2004. وأصدر كلينتون في نفس العام سيرته الذاتية التي حققت مبيعات عالية بعنوان My Life. كما تم الكشف في يونيو 2004 عن صورة رسمية له من قبل جمعية التاريخ بالبيت الأبيض، رسمها الفنان سيمّي نوكس. في 2007، أصدر كتابًا آخر بعنوان Giving: How Each of Us Can Change the World الذي أصبح أيضًا من أكثر الكتب مبيعًا وحظي بمراجعات إيجابية.
بعد كارثة التسونامي في آسيا عام 2004، عيّن الأمين العام للأمم المتحدة كوفي عنان كلينتون لقيادة جهود الإغاثة. وبعد إعصار كاترينا، تعاون كلينتون مع الرئيس الأسبق جورج هـ. دبليو. بوش لتأسيس صندوقي بوش-كلينتون للتسونامي في يناير 2005 وصندوق كاترينا في أكتوبر من نفس العام. وقد ظهر الرئيسان السابقان معًا في عرض قبل مباراة سوبر بول وزارا المناطق المتضررة من الكوارث.كما ألقيا خطابًا معًا في جنازة بوريس يلتسين في أبريل 2007.
استنادًا إلى رؤيته الإنسانية والعمل الخيري، أنشأ كلينتون مؤسسة وليام ج. كلينتون التي تهدف إلى معالجة قضايا ذات أهمية عالمية. من بين مبادراتها مبادرة كلينتون لمكافحة فيروس نقص المناعة البشرية والإيدز، التي تعمل بالتعاون مع الحكومة الأسترالية في هذا المجال. أطلقت المؤسسة في 2005 مبادرة كلينتون العالمية التي تسعى لمعالجة قضايا مثل الصحة العامة العالمية، والقضاء على الفقر، والنزاعات الدينية والعرقية.
في 2005، أعلن كلينتون عبر مؤسسته اتفاقًا مع المصنعين لوقف بيع المشروبات السكرية في المدارس. وفي 2006، انضمت المؤسسة إلى مجموعة قيادات المناخ للمدن الكبرى لتعزيز التعاون بينها، والتقى كلينتون مع قادة أجانب للترويج لهذه المبادرة. تلقت المؤسسة تبرعات من حكومات عديدة في آسيا والشرق الأوسط. في 2008، أعلن مدير المؤسسة إندر سينغ عن اتفاقات لخفض أسعار أدوية الملاريا بنسبة 30% في الدول النامية. كما دعم كلينتون مقترح كاليفورنيا رقم 87 للطاقة البديلة، الذي تم رفضه في التصويت.

### الانتخابات الرئاسية لعام 2008
خلال الانتخابات التمهيدية للحزب الديمقراطي عام 2008، لعب بيل كلينتون دورًا نشطًا في دعم حملة زوجته هيلاري كلينتون، حيث شارك في العديد من الفعاليات الخطابية وحملات جمع التبرعات، وساهم في جمع نحو 10 ملايين دولار لصالح حملتها. إلا أن نشاطه المكثف أثار بعض القلق داخل الحزب؛ فقد اعتبر البعض أن تدخله كان مفرطًا بالنسبة لرئيس سابق، خاصةً بسبب انتقاداته اللاذعة لمنافس هيلاري حينها، باراك أوباما، والتي اعتُبرت سلبية إلى درجة أنها نفّرت بعض مؤيدي أوباما محليًا ودوليًا.
تعرض كلينتون لانتقادات حادة بعد تصريحاته عقب الانتخابات التمهيدية في ولاية ساوث كارولاينا، والتي فاز بها أوباما. وفي المراحل اللاحقة من الحملة، خصوصًا في ولاية بنسلفانيا، نشبت توترات بين فريقي عمل بيل وهيلاري كلينتون، مما زاد من حدة الانقسامات داخل الحملة. ونتيجة لذلك، راود كثيرين شكوك حول قدرة بيل كلينتون على حشد دعم مؤيدي هيلاري لصالح أوباما بعد فوزه بالترشيح.
رغم هذه المخاوف، تلاشت أغلبها في 27 أغسطس 2008، عندما ألقى كلينتون خطابًا قويًا في المؤتمر الوطني للحزب الديمقراطي، أعرب فيه عن تأييده الكامل لأوباما، مؤكدًا أن خبرته السابقة كرئيس تجعله واثقًا من أن أوباما "مستعد للقيادة". وبعد انسحاب هيلاري من السباق، واصل كلينتون جهوده لجمع التبرعات من أجل سداد ديون حملتها الانتخابية.

### بعد انتخابات عام 2008

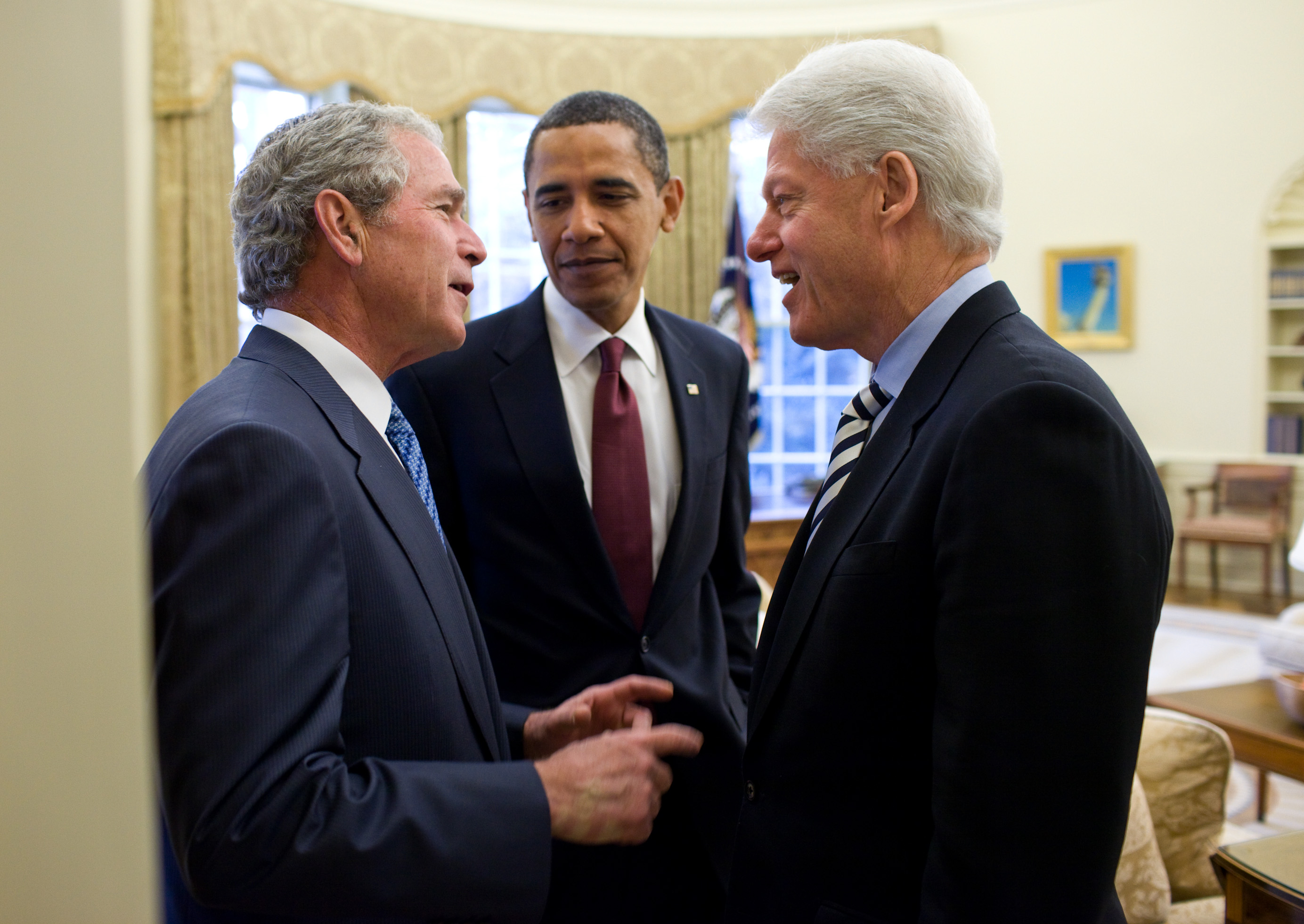
باراك أوباما يناقش مع بيل كلينتون وجورج دبليو بوش أزمة زلزال هايتي عام 2010

في عام 2009، قام بيل كلينتون بزيارة إلى كوريا الشمالية نيابةً عن صحفيتين أمريكيتين، هما إيونا لي ولورا لينغ، كانتا قد اعتُقلتا بتهمة الدخول غير القانوني إلى البلاد من الصين. وكانت زيارة كلينتون مشابهة لمهمة دبلوماسية سابقة قام بها الرئيس الأسبق جيمي كارتر في عام 1994. بعد لقاء كلينتون بالزعيم الكوري الشمالي كيم جونغ إيل، أصدر الأخير عفوًا عن الصحفيتين، مما أنهى أزمتهما الإنسانية والدبلوماسية.
منذ تلك الحادثة، أُسندت إلى كلينتون عدة مهام دبلوماسية أخرى. في عام 2009، عُيّن مبعوثًا خاصًا للأمم المتحدة إلى هايتي بعد سلسلة من الأعاصير التي تسببت في أضرار قُدّرت بمليار دولار. نظم كلينتون مؤتمرًا بالشراكة مع بنك التنمية للبلدان الأمريكية، تم فيه بحث مشروع إنشاء منطقة صناعية جديدة ضمن جهود إعادة الإعمار تحت شعار "إعادة البناء بشكل أفضل".
عقب زلزال هايتي المدمر في عام 2010، أعلن الرئيس الأمريكي آنذاك باراك أوباما عن تعيين كلينتون والرئيس الأسبق جورج دبليو بوش لقيادة جهود جمع التبرعات لإعادة إعمار البلاد. وقد بدأ تدفق الأموال نحو هايتي، مما أتاح تمويل مشروع "منتزه كاراكول الصناعي"، الذي أُقيم في منطقة لم تتأثر مباشرة بالزلزال.
في تلك الفترة، لعبت هيلاري كلينتون، بصفتها وزيرة الخارجية، ومستشارتها شيريل ميلز دورًا في إقناع شركة "ساي-آي" الكورية الجنوبية، وهي إحدى أكبر الشركات المتعاقدة في مجال صناعة الملابس، بالاستثمار في المشروع رغم مخاوفها من الخطط لرفع الحد الأدنى للأجور في هايتي. وفي صيف عام 2010، وقعت الشركة عقدًا مع وزارة الخارجية الأمريكية، ما ضمن وجود مستأجر رئيسي للمنطقة الصناعية الجديدة.
وفي العام نفسه، أعلن كلينتون دعمه لـ"NTR"، أول مؤسسة بيئية في أيرلندا، وشارك في مراسم افتتاحها كمتحدث رئيسي، في خطوة اعتُبرت دعمًا واضحًا للقضايا البيئية.
وفي المؤتمر الوطني الديمقراطي لعام 2012، ألقى كلينتون خطابًا لاقى إشادة واسعة، رشح فيه الرئيس باراك أوباما لولاية ثانية، وشدد فيه على إنجازات الإدارة الديمقراطية وسياساتها الاقتصادية والاجتماعية.

### الانتخابات الرئاسية لعام 2016 وما بعدها

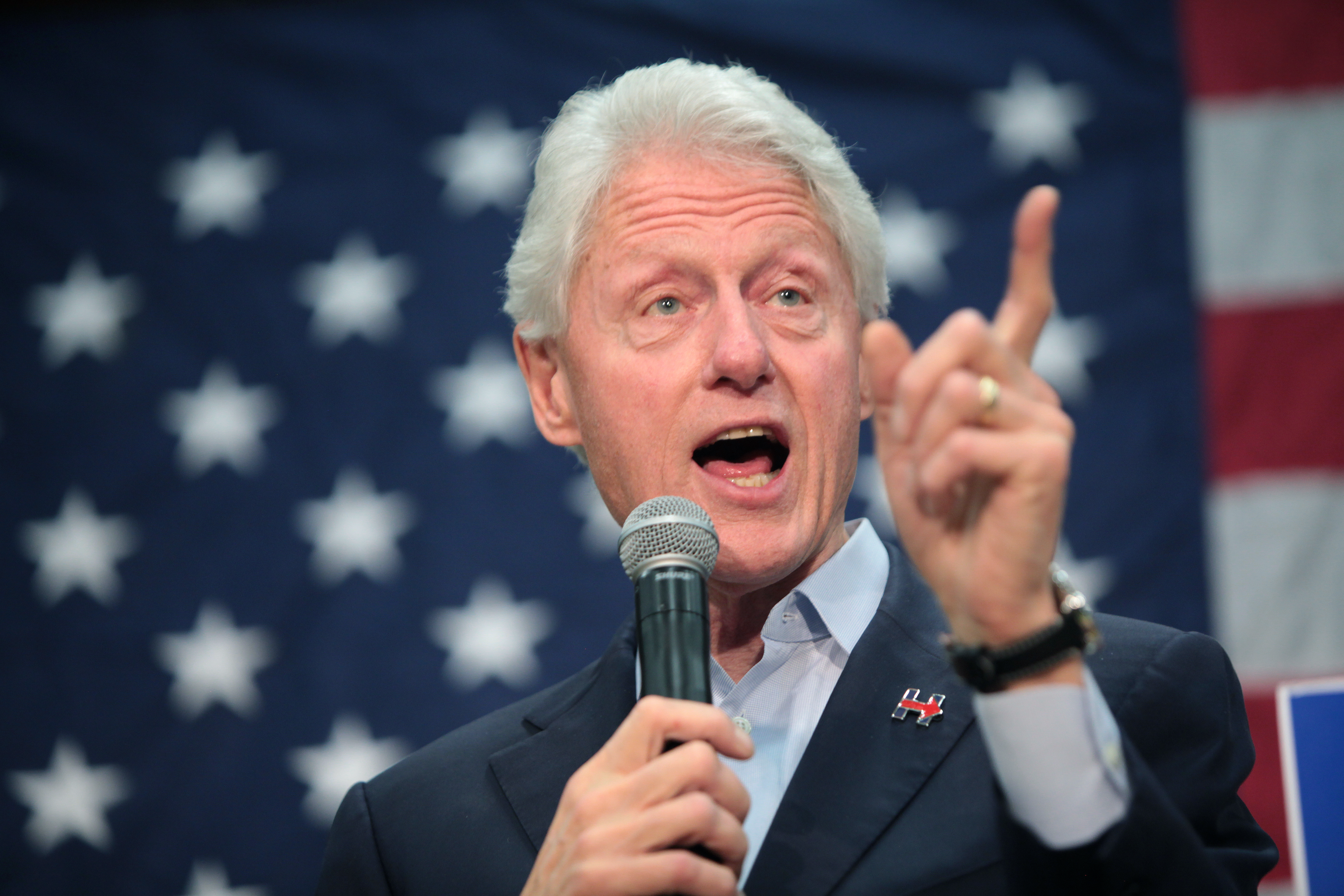
كلينتون يشارك في حملة انتخابية خلال تجمع دعائي لزوجته هيلاري التي كانت تترشح لرئاسة الولايات المتحدة عام 2016.

خلال الانتخابات الرئاسية الأمريكية عام 2016، واصل بيل كلينتون دعمه لزوجته هيلاري، حيث شارك في الحملة الانتخابية وألقى خطابات لدعم ترشحها. وبعد فوز دونالد ترامب، انتقد الأخير عبر سلسلة من التغريدات قدرة كلينتون على تحفيز الناخبين للخروج والتصويت. عمل كلينتون كعضو في المجمع الانتخابي عن ولاية نيويورك خلال انتخابات 2016، وصوّت لصالح بطاقة الحزب الديمقراطي التي ضمّت زوجته هيلاري ونائبها تيم كين.
في 7 سبتمبر 2017، تعاون كلينتون مع الرؤساء السابقين جيمي كارتر، جورج بوش الأب، جورج بوش الابن، وباراك أوباما، من خلال مبادرة "نداء أمريكا الموحدة" لدعم ضحايا إعصاري هارفي وإرما في مناطق ساحل الخليج وتكساس. وفي عام 2020، خدم مرة أخرى كعضو في المجمع الانتخابي من نيويورك، وصوّت لصالح المرشحين الديمقراطيين الفائزين جو بايدن وكامالا هاريس.
كان كلينتون من أوائل الشخصيات العامة التي أيدت حملة إعادة انتخاب بايدن في عام 2024، وشارك في مقابلات وجمع تبرعات إلى جانب عدد من السياسيين والشخصيات الوطنية. وكان من أبرز المدافعين عن بايدن بعد أدائه الذي تعرض لانتقادات حادة في أول مناظرة رئاسية بتاريخ 27 يونيو، حيث صرّح بأن "المناظرات السيئة تحدث"، مؤكدًا دعمه لبايدن رغم تصاعد المطالبات بانسحابه من السباق.
وبعد إعلان بايدن انسحابه من السباق الرئاسي، وحلول كامالا هاريس محله في الترشح، أيدها كل من بيل وهيلاري كلينتون، وأثنيا على إرث بايدن في الخدمة العامة. وألقى كلينتون خطابًا نال استحسانًا واسعًا في المؤتمر الوطني الديمقراطي لعام 2024، حيث ركّز على سجل الحزب الديمقراطي في خلق فرص العمل، وسلّط الضوء على إنجازات هاريس بصفتها مدعية عامة وسيناتورة ونائبة للرئيس.

لاحقًا، شارك في الحملات الانتخابية لدعم هاريس في عدد من الولايات المتأرجحة، والتقى بالمناصرين في بلدات صغيرة ومحطات انتخابية مختلفة. إلا أن تصريحاته خلال توقف في ولاية ميشيغان أثارت جدلًا واسعًا، عندما انتقد العرب والمسلمين الأمريكيين المترددين في دعم هاريس بسبب موقفها المؤيد لإسرائيل، قائلاً إن إسرائيل "أُجبرت" على قتل المدنيين خلال حربها على غزة.

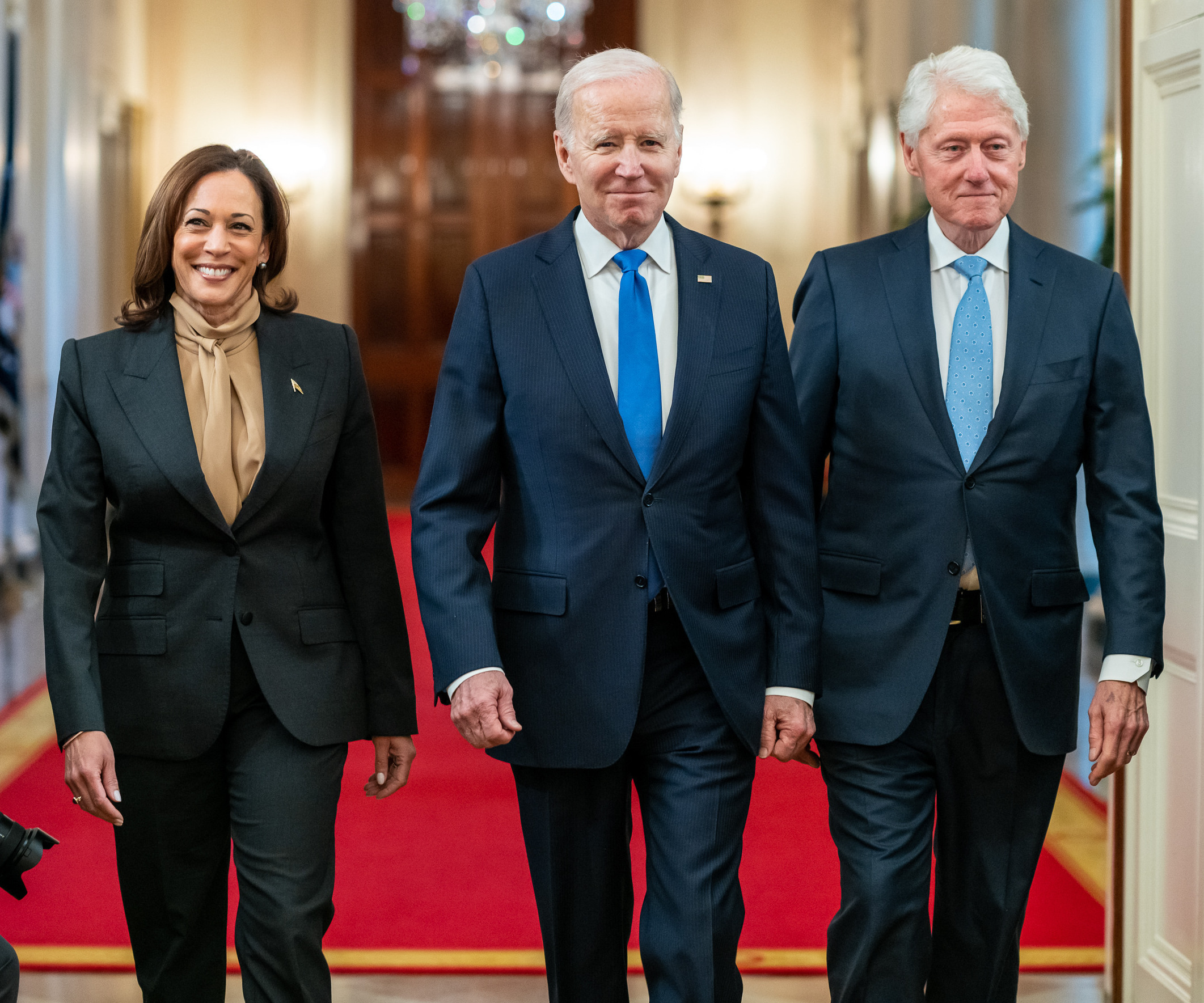
كلينتون مع نائبة الرئيس كامالا هاريس والرئيس جو بايدن في فبراير 2023.

ردًا على ذلك، أدان "معهد التفاهم حول الشرق الأوسط" تصريحاته، ووصفها بأنها "عنصرية وغير دقيقة تاريخيًا" وتهدف إلى تبرير "التطهير العرقي للفلسطينيين". وفي مقابلة لاحقة مع CNN، حاول كلينتون توضيح موقفه، مشيرًا إلى جهوده السابقة في اتفاقيات أوسلو مع ياسر عرفات وإسحاق رابين، لكن تصريحاته ووجهت بمزيد من الانتقادات من الجاليات المسلمة والعربية والفلسطينية في الولايات المتحدة.
بعد خسارة هاريس الانتخابات العامة لصالح ترامب، اعتبر محللون أن تصريحات كلينتون كانت من العوامل التي أدت إلى تراجع دعم هاريس بين الناخبين العرب والمسلمين، خاصة في مدينتي ديربورن وهامترامك اللتين تضمّان كثافة سكانية مسلمة عالية، مقارنة بالمرشحين الديمقراطيين السابقين.
كما أثارت هذه الأحداث نقاشًا حول مدى صلة كلينتون بالحزب الديمقراطي المعاصر، إذ رأى محللون أن سياساته الوسطية ودعمه لمرشحين يشبهونه فكريًا لم تعد تجدي نفعًا في حزب يسعى لإعادة تشكيل صورته بعد تراجع الدعم من القواعد التقدمية والشعبوية.
وعقب الانتخابات، أصدر هو وهيلاري بيانًا هنّآ فيه الرئيس المنتخب دونالد ترامب ونائبه جيه دي فانس، وأشادا بحملة هاريس وزميلها تيم والز، واصفين إياها بأنها "إيجابية وتطلعية وتستحق الفخر".
في نوفمبر 2024، نُشرت المذكرات الثانية لكلينتون بعنوان "المواطن: حياتي بعد البيت الأبيض"، والتي تناول فيها تجربته السياسية بعد الرئاسة.

### الثروة
تكبّد بيل وهيلاري كلينتون عدة ملايين من الدولارات كرسوم قانونية خلال فترة رئاسته، وقد تم تسديد تلك الديون بعد أربع سنوات من مغادرته المنصب. وقد حقق كل من بيل وهيلاري كلينتون ملايين الدولارات من نشر الكتب.
في عام 2016، أفادت مجلة فوربس بأن الزوجين كلينتون حصلا على نحو 240 مليون دولار بين يناير 2001 وديسمبر 2015، معظمها من إلقاء خطب مدفوعة الأجر، والاستشارات التجارية، وتأليف الكتب. وفي العام نفسه، ذكرت شبكة سي إن إن أن الزوجين تلقّيا أكثر من 153 مليون دولار مقابل الخطب المدفوعة بين عامي 2001 وربيع 2015.
وفي مايو 2015، ذكرت صحيفة (ذا هل) أن بيل وهيلاري كلينتون حصلا على أكثر من 25 مليون دولار من إلقاء الخطب منذ بداية عام 2014، وأن هيلاري كلينتون حصلت على أكثر من 5 ملايين دولار من كتابها Hard Choices خلال الفترة نفسها.
وفي يوليو 2014، ذكرت صحيفة The Wall Street Journal أن صافي ثروة الزوجين كلينتون في نهاية عام 2012 تراوحت بين 5 ملايين و25.5 مليون دولار، وأن دخلهما في عام 2012 وحده بلغ بين 16 و17 مليون دولار، معظمها من رسوم الخطابة التي حصل عليها الرئيس السابق. وبلغ إجمالي ما كسبه بيل كلينتون من الخطب المدفوعة بين عامي 2001 و2012 أكثر من 104 ملايين دولار.
وفي يونيو 2014، أفادت ABC News وواشنطن بوست أن بيل كلينتون حصل على أكثر من 100 مليون دولار من الخطب المدفوعة منذ مغادرته المنصب. وفي عام 2008، ذكرت صحيفة نيويورك تايمز أن الإقرارات الضريبية للزوجين كلينتون أظهرت أنهما حصلا على 109 ملايين دولار خلال الفترة من 1 يناير 2000 حتى 31 ديسمبر 2007، بما في ذلك حوالي 92 مليون دولار من خطابات بيل وكتاباته.
ومنذ مغادرته المنصب في عام 2001، ألقى بيل كلينتون عشرات الخطب المدفوعة سنويًا، خاصة أمام شركات تجارية ومؤسسات خيرية في أمريكا الشمالية وأوروبا، وكان أجر الخطاب الواحد يتراوح غالبًا بين 100,000 و300,000 دولار. وقد حصل أيضًا على 500,000 دولار مقابل خطاب ألقاه في موسكو لصالح بنك استثماري روسي على صلة بالكرملين.
صرحت هيلاري كلينتون بأنهما خرجا من البيت الأبيض "مفلسَين" ومثقلَين بالديون، خاصة بسبب الرسوم القانونية الكبيرة التي تراكمت خلال سنوات إدارتهما. وقالت: "لم يكن لدينا مال عندما وصلنا إلى هناك، وكنا نكافح لتأمين الموارد اللازمة للرهن العقاري وشراء المنازل وتعليم تشيلسي"، وأضافت: "بيل عمل بجد كبير... كان عليه أن يحقق ضعف المبلغ بسبب الضرائب، ثم يسدد الديون، ويوفر لنا منازل، ويعتني بأفراد العائلة".

### العلاقة مع جيفري إبستين
وفقًا لمحامي جيفري إبستين، جيرالد بي. ليفكورت، كان إبستين "جزءًا من المجموعة الأصلية التي وضعت تصور مبادرة كلينتون العالمية". وفي عام 2002، وصف متحدث باسم بيل كلينتون إبستين بأنه "ممثل مالي ناجح للغاية وفاعل خير ملتزم" قدّم "رؤى وسخاء".
أثناء رئاسة كلينتون، زار إبستين البيت الأبيض ما لا يقل عن 17 مرة بين عامي 1993 و1995؛ وتُظهر السجلات أن كلينتون لم يكن موجودًا في البيت الأبيض خلال بعض هذه الزيارات. وفي عام 2019، أصدر مكتب كلينتون بيانًا جاء فيه أن كلينتون "لا يعرف شيئًا عن الجرائم الفظيعة التي أقر إبستين بارتكابها في فلوريدا قبل سنوات، أو تلك التي وُجهت إليه مؤخرًا في نيويورك". وأضاف البيان أن كلينتون سافر على متن طائرة إبستين في أربع رحلات خلال عامي 2002 و2003: واحدة إلى أوروبا، وأخرى إلى آسيا، واثنتان إلى أفريقيا، تضمنت محطات مرتبطة بعمل مؤسسة كلينتون. وأوضح البيان أن موظفين وداعمين للمؤسسة إضافة إلى حراسه من جهاز الخدمة السرية رافقوه في جميع مراحل الرحلات، مؤكدًا أن كلينتون "لم يتحدث مع إبستين منذ أكثر من عقد".
وفي عام 1995، أفادت صحيفة بالم بيتش بوست أن كلينتون حضر مأدبة عشاء لجمع التبرعات لصالح اللجنة الوطنية الديمقراطية، استضافها رجل الأعمال رون بيرلمان في منزله في بالم بيتش، بحضور 14 ضيفًا من بينهم إبستين، والمغني جيمي بافيت، والممثل دون جونسون، ودياندرا دوغلاس (زوجة الممثل مايكل دوغلاس حينها)، حيث تبرع كل ضيف بمبلغ 100,000 دولار.
وردت تقارير غير مؤكدة تزعم أن كلينتون سافر إلى جزيرة "ليتل سانت جيمس"، وهي الجزيرة الكاريبية التي يملكها إبستين، على متن طائرة إبستين الخاصة بين يناير 2001 و2003. وذكرت فرجينيا روبرتس، المعروفة لاحقًا باسم فرجينيا جوفري، في دعوى قضائية ضد الأمير أندرو (تمت تسويتها في 2017) أن كلينتون سافر إلى تلك الجزيرة عام 2002. ومع ذلك، لم تسفر طلبات قانون حرية المعلومات عن أي سجلات من جهاز الخدمة السرية تشير إلى زيارات لكلينتون إلى "ليتل سانت جيمس"، كما أن سجلات رحلات طيران إبستين لا تتضمن أي رحلة لكلينتون قرب جزر العذراء الأمريكية. وفي يوليو 2019، أصدر متحدث باسم كلينتون بيانًا ينفي فيه زيارته للجزيرة.
وفي نوفمبر 2022، خلال تجمع انتخابي في لاريدو، تكساس، وعندما سُئل كلينتون عن علاقته بإبستين، أجاب قائلًا: "أعتقد أن الأدلة واضحة."

## الحياة الخاصة

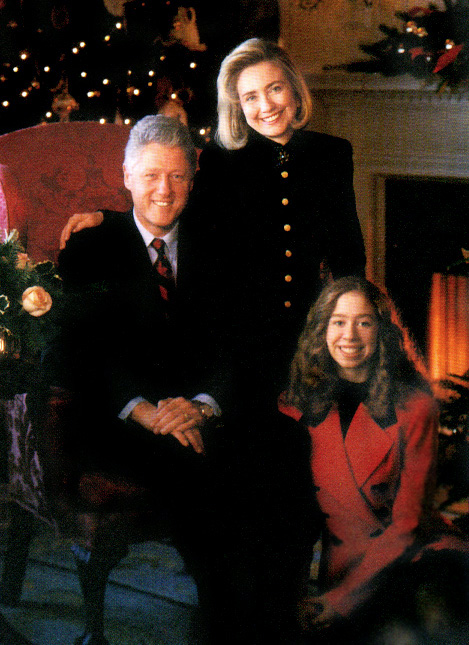
عائلة كلينتون في البيت الأبيض عام 1993، في أمسية عيد الميلاد.

في سن العاشرة، تم تعميده في كنيسة بارك بليس المعمدانية في هوت سبرينغز، أركنساس. وعندما أصبح رئيسًا في عام 1993، انضم مع زوجته، التي تنتمي إلى المذهب الميثودي، إلى كنيسة فاوندري المتحدة الميثودية في واشنطن العاصمة.
في 11 أكتوبر 1975، في فايتفيل، أركنساس، تزوج من هيلاري رودام، التي التقى بها أثناء دراسته في جامعة ييل. وقد أنجبا طفلتهما الوحيدة، تشيلسي كلينتون، في 27 فبراير 1980. وهو الآن جد من جهة الأم لأبناء تشيلسي الثلاثة.

### الصحة
في سبتمبر 2004، خضع كلينتون لعملية جراحية لفتح أربع شرايين في القلب (جراحة تحويل مسار الشريان التاجي الرباعية). وفي مارس 2005، خضع مرة أخرى لعملية جراحية لعلاج انهيار جزئي في إحدى الرئتين. وفي 11 فبراير 2010، نُقل إلى مستشفى نيويورك-بريسبتيريان/كولومبيا في مانهاتن بعد أن شعر بآلام في الصدر، وتمت زراعة دعامتين تاجيتين في قلبه.
بعد هذه العملية، تبنّى كلينتون نظامًا غذائيًا نباتيًا كاملاً قائمًا على الأغذية الطبيعية، بناءً على توصية من الطبيبين دين أورنيش وكالدول إيسلستين. إلا أنه لاحقًا أدرج في نظامه الغذائي الأسماك وبعض اللحوم الخالية من الدهون، بناءً على نصيحة الطبيب مارك هايمان، المؤيد لنهج "الطب الوظيفي" الذي يُعتبر علمًا زائفًا. ونتيجة لذلك، لم يعد ملتزمًا تمامًا بنظام غذائي نباتي.
وفي أكتوبر 2021، تلقى كلينتون علاجًا من تعفن الدم في المركز الطبي التابع لجامعة كاليفورنيا في إيرفاين. وفي ديسمبر 2022، ثبتت إصابته بفيروس كوفيد-19. أما في ديسمبر 2024، فقد أُدخل إلى مستشفى جامعة ميدستار جورجتاون في واشنطن العاصمة بعد إصابته بالحمى.

## الجوائز والتكريمات
منح كلينتون درجات فخرية من العديد من الكليات والجامعات. وهو زميل فخري في كلية الجامعة بجامعة أكسفورد، التي التحق بها كطالب في منحة رودس، رغم أنه لم يُكمل دراسته هناك. كما سُميت مدارس باسمه، وأُقيمت له تماثيل في مواقع مختلفة. وفي عام 2001، حصل على "وسام الخدمة العامة المتميزة". وفي العام نفسه، افتُتح مركز كلينتون الرئاسي في ليتل روك بولاية أركنساس.
تقديرًا لدوره خلال حرب كوسوفو، أطلقت جمهورية كوسوفو اسم "شارع بيل كلينتون" على أحد الشوارع الرئيسية في العاصمة بريشتينا، كما نُصب له تمثال هناك. وفي عام 2011، منحه الرئيس الهايتي ميشيل مارتيلي "وسام الشرف والاستحقاق الوطني" بدرجة الصليب الأكبر، تقديرًا لمبادراته المختلفة في هايتي، وخاصة مساهمته الكبيرة في إعادة إعمار البلاد بعد زلزال 12 يناير 2010.

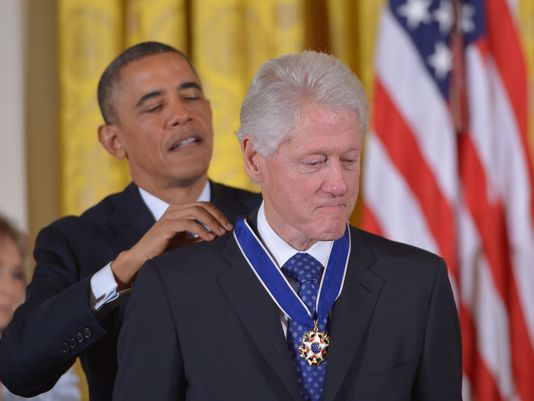
كلينتون يسلّم وسام الحرية الرئاسي من باراك أوباما عام 2013.

اختارته مجلة تايم "رجل العام" في عام 1992، ثم مرة أخرى في عام 1998 بالمشاركة مع كين ستار. ووفقًا لاستطلاع أجرته مؤسسة غالوب في ديسمبر 1999، كان كلينتون واحدًا من بين 18 شخصية أُدرجوا في قائمة "أكثر الشخصيات إعجابًا في القرن العشرين". وفي عام 2001، نال "جائزة رئيس الجمعية الوطنية لتقدم الملونين".
كما مُنح "جائزة ج. ويليام فولبرايت للتفاهم الدولي"، و"جائزة تيد"، وكرّمته منظمة GLAAD الإعلامية بجائزة فخرية تكريمًا لدعمه مجتمع الميم.
وفي عام 2003، فاز بجائزة غرامي لأفضل ألبوم محكي للأطفال عن مسارات الذئب و"بيتر والذئب"، بالمشاركة مع ميخائيل غورباتشوف وصوفيا لورين. كما فاز إصدار كتابه الصوتي My Life، الذي قرأه بصوته، بجائزة غرامي عام 2005 لأفضل ألبوم محكي، بالإضافة إلى جائزة أودي كأفضل كتاب صوتي في العام. ورُشح مرتين إضافيتين لجائزة غرامي عن كتابيه الصوتيين: Giving: How Each of Us Can Change the World (عام 2007) وBack to Work (عام 2012).
وفي 20 نوفمبر 2013، منحه الرئيس باراك أوباما "وسام الحرية الرئاسي".

## التاريخ الانتخابي
| العام | المكتب                             | المقاطعة         | الديموقراطي | الديموقراطي | الجمهوري         | الجمهوري | أخرى     | أخرى |
| ----- | ---------------------------------- | ---------------- | ----------- | ----------- | ---------------- | -------- | -------- | ---- |
| 1974  | مقاطعة أركنساس الثالثة في الكونغرس | أركنساس          | بيل كلينتون | 48.17%      | جون بول هامرشميت | 51.83%   |          |      |
| 1976  | النائب العام لأركنساس              | أركنساس          | بيل كلينتون |             | بدون معارضة      |          |          |      |
| 1978  | محافظ أركنساس                      | أركنساس          | بيل كلينتون | 63%         | لين لو           | 37%      |          |      |
| 1980  | محافظ أركنساس                      | أركنساس          | بيل كلينتون | 48%         | فرانك وايت       | 52%      |          |      |
| 1982  | محافظ أركنساس                      | أركنساس          | بيل كلينتون | 55%         | فرانك وايت       | 45%      |          |      |
| 1984  | محافظ أركنساس                      | أركنساس          | بيل كلينتون | 63%         | وودي فريمان      | 37%      |          |      |
| 1986  | محافظ أركنساس                      | أركنساس          | بيل كلينتون | 64%         | فرانك وايت       | 36%      |          |      |
| 1990  | محافظ أركنساس                      | أركنساس          | بيل كلينتون | 57%         | شيفيلد نيلسون    | 42%      |          |      |
| 1992  | رئيس الولايات المتحدة              | الولايات المتحدة | بيل كلينتون | 43%         | جورج بوش الأب    | 37%      | روس بيرو | 19%  |
| 1996  | رئيس الولايات المتحدة              | الولايات المتحدة | بيل كلينتون | 49%         | بوب دول          | 41%      | روس بيرو | 8%   |

## الكتب والمؤلفات
- بين الأمل والتاريخ. New York: Times Books. 1996. ISBN:978-0-8129-2913-3. مؤرشف من الأصل في 2022-01-29.
- ماي لايف (سيرة بيل كلينتون) (ط. 1st). New York: Vintage Books. 2004. ISBN:978-1-4000-3003-3.
- عطاء: كيف يمكن لكل فرد منا تغير العالم (كتاب) (ط. 1st). New York: Knopf. 2007. ISBN:0-307-26674-5.
- Back to Work: Why We Need Smart Government for a Strong Economy. Knopf. 2011. ISBN:978-0-307-95975-1. مؤرشف من الأصل في 2020-02-26.
- The President Is Missing (novel). Knopf. 2018.

## التسجيلات
- كان بيل كلينتون هو أحد رواة فيلم «بيتر والذئب» في عام 2003، بالاشتراك مع سيرغي بروكوفييف، ميخائيل غورباتشوف وصوفيا لورين.

### الكتب
- عطاء: كيف يمكن لكل فرد منا تغير العالم (كتاب)
- بين الأمل والتاريخ
- حياتي (سيرة بيل كلينتون)